# Donauwörth

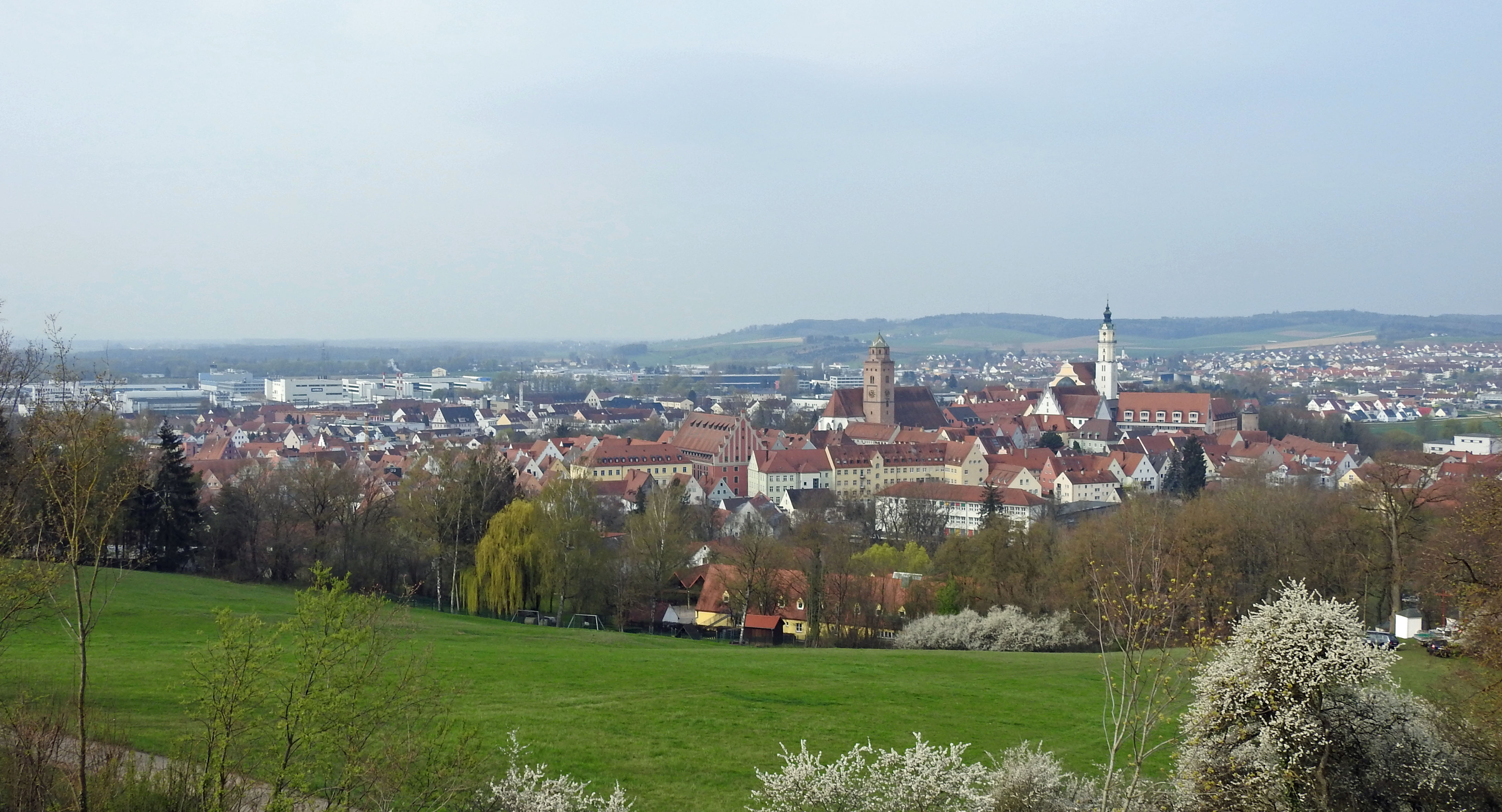
Donauwörth von Nordosten

Donauwörth ([ˌdoːnaʊ̯ˈvøːɐ̯t] ⓘ) (ursprünglich Werd, bis 1607 Schwäbischwerd) ist eine Große Kreisstadt im schwäbischen Landkreis Donau-Ries und der Sitz des Landratsamts. Im späten Mittelalter und in der frühen Neuzeit war Schwäbischwerd eine selbstständige Reichsstadt im Heiligen Römischen Reich, was sich im Wappen der heutigen Stadt Donauwörth widerspiegelt.

## Geographie

### Geographische Lage
Die Stadt liegt im nördlichen Schwaben, an den Mündungen von Kessel und Wörnitz (beide von Norden) sowie Zusam und Schmutter (beide von Süden) in die hiesig von Südwest nach Ost verlaufende Donau; in diesen Fluss mündet etwa 12 km östlich der Stadt der von Süden kommende Lech. Donauwörth liegt an den Südwestausläufern der Fränkischen Alb mit dem Naturpark Altmühltal und an den Ostausläufern (Riesalb) der Schwäbischen Alb. Jenseits der Donau befindet sich ein paar Kilometer südlich der Stadt der Naturpark Augsburg-Westliche Wälder.

### Gemeindegliederung

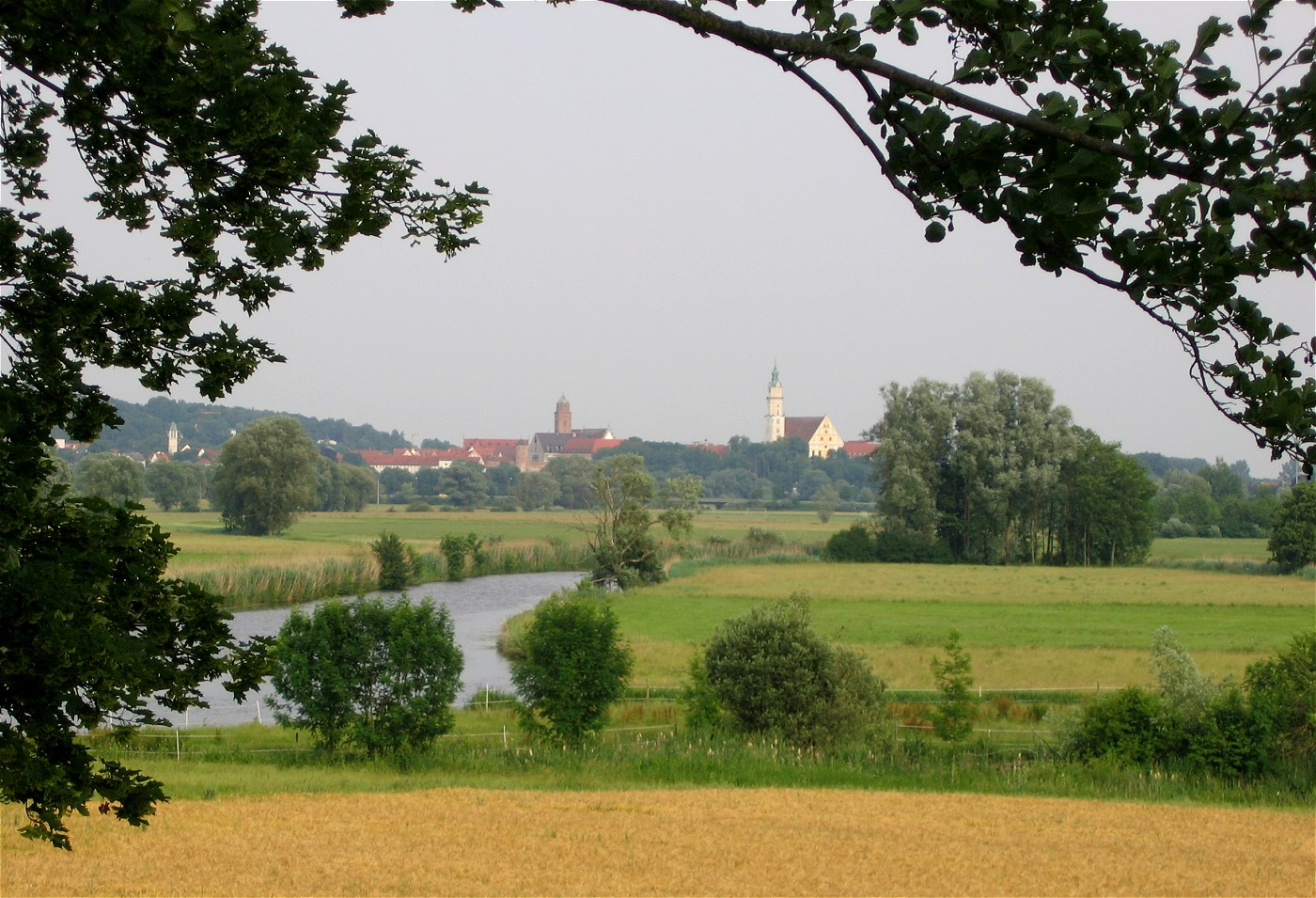
Wörnitz mit Blick auf Donauwörth

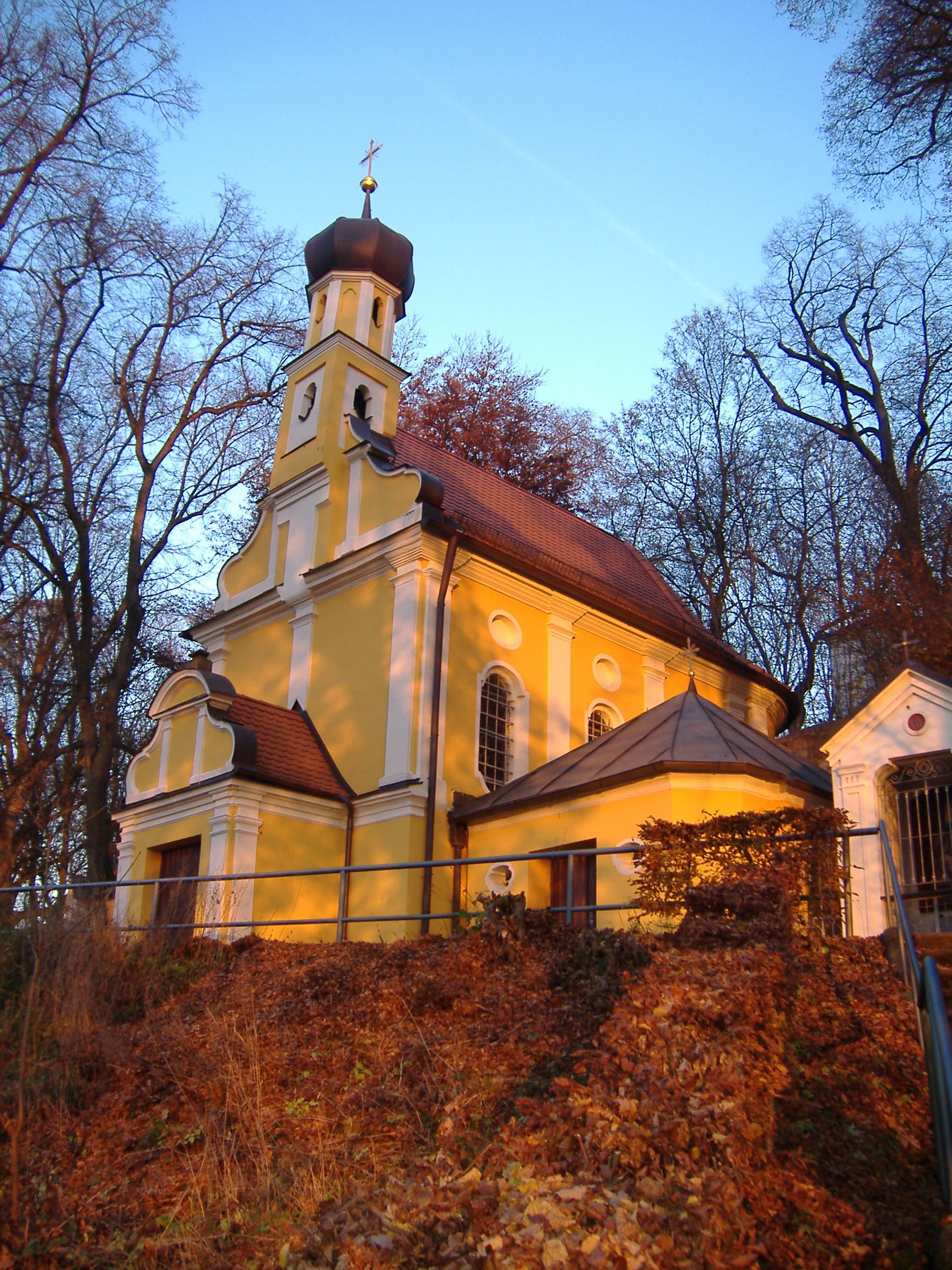
Kapelle auf dem Calvarienberg

Die Gemeinde hat 34 Gemeindeteile (in Klammern ist der Siedlungstyp angegeben):
- Auchsesheim (Pfarrdorf)
- Berg (Pfarrdorf)
- Binsberg (Weiler)
- Dittelspoint (Weiler)
- Donauwörth (Hauptort)
- Eckhof (Einöde)
- Felsheim (Dorf)
- Huttenbach (Weiler)
- Karweiserhof (Einöde)
- Kreuzhof (Einöde)
- Lederstatt (Weiler)
- Lehenhof (Einöde)
- Maggenhof (Einöde)
- Neudegg (Weiler)
- Nordheim (Pfarrdorf)
- Osterweiler (Weiler)
- Posthof (Weiler)
- Quellhaus (Einöde)
- Ramhof (Einöde)
- Reichertsweiler (Einöde)
- Riedlingen (Pfarrdorf)
- Schäfstall (Pfarrdorf)
- Schiesserhof (Einöde)
- Schöttle (Weiler)
- Schwadermühle (Einöde)
- Schwarzenberg (Einöde)
- Schweizerhof (Einöde)
- Seibertsweiler (Einöde)
- Spindelhof (Weiler)
- Stillberghof (Weiler)
- Walbach (Weiler)
- Wörnitzstein (Pfarrdorf)
- Zirgesheim (Pfarrdorf)
- Zusum (Pfarrdorf)

Die Gemeinde besteht aus 9 Gemarkungen:
- Donauwörth (Einwohner: 7.304)
- Auchsesheim mit Schwadermühle (Einwohner: 737)
- Berg mit Binsberg, Schöttle, Walbach, Kreuzhof und Ramhof (Einwohner: 889)
- Nordheim (Einwohner: 780)
- Riedlingen mit Neudegg, Posthof, Quellhaus, Seibertsweiler und Spindelhof (Einwohner: 4.127)
- Schäfstall mit Eckhof, Karweiserhof, Lehenhof und Schweizerhof (Einwohner: 248)
- Wörnitzstein mit Dittelspoint, Felsheim, Huttenbach, Maggenhof, Osterweiler, Reichertsweiler und Schwarzenberg (Einwohner: 815)
- Zirgesheim mit Lederstatt, Stillberghof und Schiesserhof (Einwohner: 858)
- Zusum (Einwohner: 60)

### Siedlungsgeographische Situation Donauwörths
Die Altstadt liegt eingezwängt zwischen der Wörnitz und dem Schellenberg. Natürliche Erweiterungsmöglichkeiten im Anschluss an die Altstadt waren daher nur wenige gegeben: Lediglich im Norden setzt sich der Bebauungszusammenhang durch die Berger Vorstadt fort, die noch weiter nördlich durch den Gemeindeteil Berg abgelöst wird. Im Süden liegt gegenüber der Altstadt jenseits der Kleinen Wörnitz, eines Wörnitzarmes, die Rieder Vorstadt (im Allgemeinen nur „Ried“ genannt). Diese wird jenseits des Hauptarmes der Wörnitz durch die Bahnhofsvorstadt fortgesetzt. Diese jedoch erfährt eine massive Begrenzung durch die Bahnlinie. Östlich der Altstadt gibt es lediglich eine schmale Fortsetzung der Besiedlung, die Zirgesheimer Vorstadt. Diese liegt eingezwängt zwischen Donau und Schellenberg. Unmittelbar südlich der Südostspitze der Altstadt befindet sich die Mündung der Wörnitz in die Donau. Genauso wie das Gebiet westlich der Altstadt im Bereich der Wörnitz ist diese Gegend nicht nur durch den Fluss selbst ungünstig besiedelbar, sondern liegt auch im Überschwemmungsgebiet der Flüsse. Daher hat sich im Westen keine weitere Besiedlung ergeben, während im Süden beiderseits der Augsburger Straße nur eine dünne Besiedlung besteht und die Stadt selbst hier endet. Westlich der Bahnhofsvorstadt bestehen nördlich der Bahnlinie die Neudegger Siedlung und südlich die Rambergsiedlung. Weiter südlich liegt der Gemeindeteil Riedlingen, der mittlerweile einen bedeutenden Wohnstandort innerhalb des Stadtgebietes darstellt.
Wegen der Enge im inneren Siedlungsgebiet der Stadt und der geringen Erweiterungsmöglichkeiten entstand nach dem Zweiten Weltkrieg ein weiterer Siedlungsteil auf dem Rücken der Jurahöhe („Schellenberg“), die Parkstadt.
Sie erstreckt sich in Nord-Süd-Richtung und ist etwa 500 m breit und über 2 km lang.
Südöstlich an die Parkstadt schließt das Areal der früheren Alfred-Delp-Kaserne an und an dieses wiederum die am Südhang des Schellenberges liegende Siedlung an der Dr.-Loeffellad-Straße.
Die weiteren Gemeindeteile liegen räumlich getrennt von dem beschriebenen Siedlungsgefüge, wie es bei sehr vielen anderen Städten auch der Fall ist.
Die Zerrissenheit des Stadtgefüges macht sich in der Erscheinung der Stadt jedoch auch durch reizvolle Blickbeziehungen bemerkbar:
- Die Heilig-Kreuz-Kirche liegt beherrschend oberhalb des Talrandes am westlichen Abhang des Stadtkerns. Der von Treuchtlingen kommende Bahnreisende kann die Westfassade der Kirche kilometerweit verfolgen, für ihn ist die Heilig-Kreuz-Kirche das charakteristische Bauwerk der Stadt.
- Während die Altstadt in einer Höhe von etwa 410 m liegt, überragt die Parkstadt auf einer Höhe von etwa 500 m die ganze Umgebung. Auch sie kann von Westen gut wahrgenommen werden. Charakteristisch für die Parkstadt sind die Hochhäuser am Dr.-Michael-Samer-Ring. Vor allem aber für den von Süden kommenden Reisenden markiert die Parkstadt die Lage Donauwörths: Sobald man von Augsburg kommend die Jurahöhen erblickt, nimmt man auch deren Bebauung mit der Parkstadt wahr.

### Nachbargemeinden
Nachbargemeinden sind (von Norden beginnend im Uhrzeigersinn): Kaisheim, Genderkingen, Asbach-Bäumenheim, Mertingen, Tapfheim, Harburg (Schwaben).
| Harburg (Schwaben) | Kaisheim  | Kaisheim          |
| Tapfheim           |           | Genderkingen      |
| Tapfheim           | Mertingen | Asbach-Bäumenheim |

## Geschichte

### Mittelalter

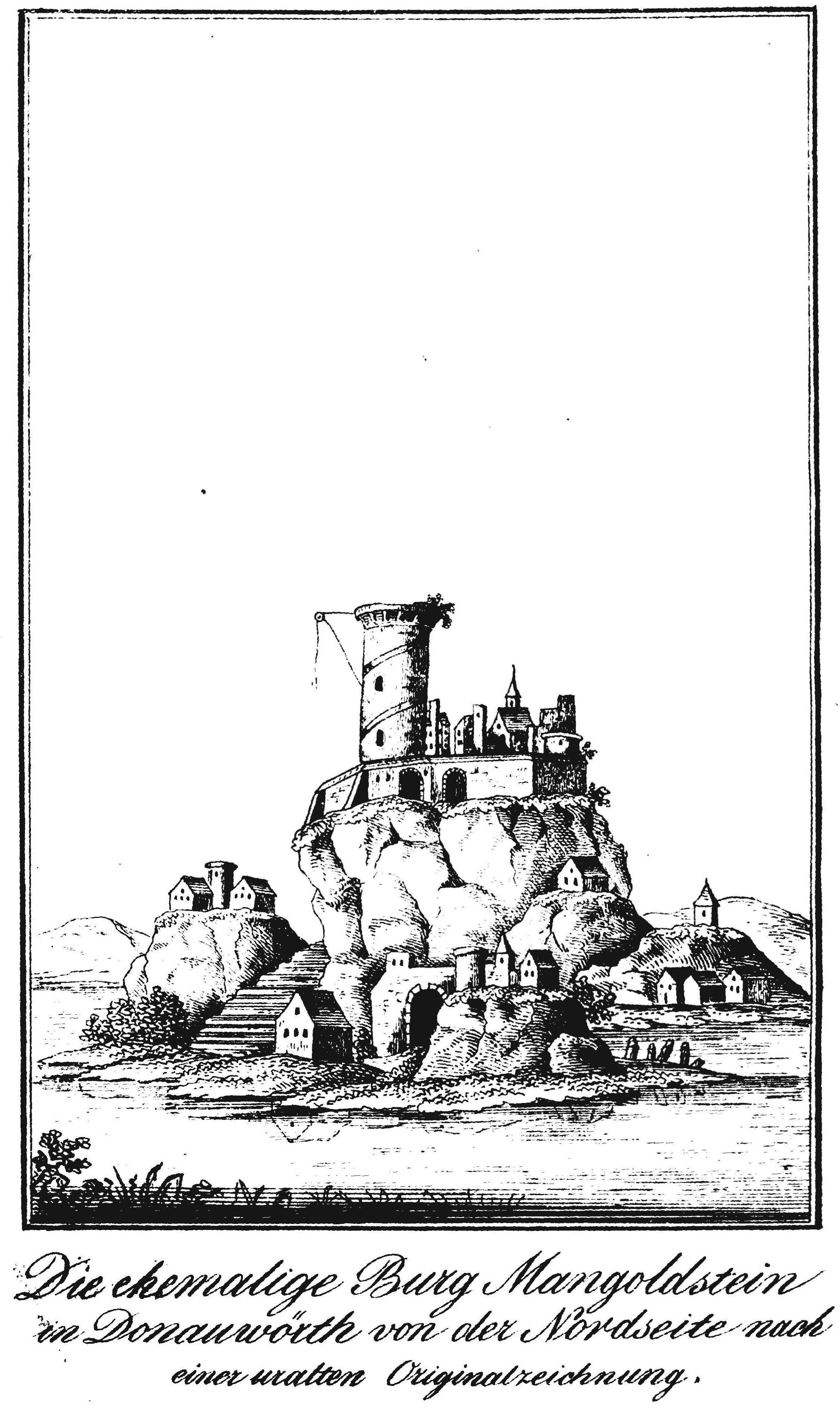
Ehemalige Burg Mangoldstein
(nach einer uralten Originalzeichnung)

Schon um 500 gab es erste Siedlungskerne im heutigen Ried. Im Zuge der Vorbereitungen zur Schlacht auf dem Lechfeld 955 entstand die erste Brücke über die Donau. Im Jahr 1049 wurde das Kloster Heilig Kreuz, damals noch in die Burg Mangoldstein integriert, von Papst Leo IX. geweiht. Im Jahre 1193 wurde Werd von Kaiser Heinrich VI. zur Stadt erhoben. und führte bis zu ihrer Reichsacht 1607 den Namen Schwäbischwerd. Die Umbenennung in Donauwörth erfolgte erst zu einem späteren Zeitpunkt.
1178–1266 wurde die Stadt als Reichslehen direkt den herrschenden Staufern zugeordnet, die sie 1266 an das Herzogtum Bayern verpfändeten. Der einköpfige Stauferadler blieb im Stadtwappen bis 1530 vertreten, als er durch den doppelköpfigen Reichsadler ersetzt wurde.
1256 ließ der Wittelsbacher Herzog Ludwig II. in Schwäbischwerd seine Frau Maria von Brabant aus ungeklärten Motiven als Ehebrecherin enthaupten. Regelmäßige Theateraufführungen bringen die tragische Begebenheit auch heute noch in Erinnerung.
1301 wurde die Stadt Reichsstadt. 1376 wurde der Schwäbische Städtebund gegründet. Anlass dafür war, dass Kaiser Karl IV. die Stadt wegen hoher Schulden an seine Gläubiger abtreten musste.
Trotz des Versprechens Karls im Jahre 1348, „daß er sie nicht mehr an Fürsten und Herrn oder jemand anders versetzen will, dieweil er lebt, sondern daß er sie beim Reich behalten will“, verpfändete er dem Reichserzkämmerer und Kurfürsten Otto, seinem Eidam, und Stephan, Friedrich und Hans Gebrüdern, Herzögen von Bayern, wegen ihrer Dienste die Reichsstadt Donauwörth mit allem Zugehör für 60000 Gulden von Florenz die Karl dem Haus Wittelsbach für den 1373 erfolgten Kauf der Mark Brandenburg noch schuldete.
Dies geschah auch, um die Bayernherzöge für ihre wohlwollende Haltung bei der Königswahl seines Sohnes Wenzels am 10. Juni 1376 zu belohnen.
Unter Führung der Reichsstadt Ulm schlossen daher nur drei Wochen nach der Wahl Biberach, Buchhorn, Isny, Konstanz, Leutkirch, Lindau, Memmingen, Ravensburg, Reutlingen, Rottweil, St. Gallen, Überlingen und Wangen ein Bündnis. In einem Schreiben an die Stadtherren in Frankfurt am Main begründeten die Bundesstädte einige Monate später diesen Schritt so: „Da er [Karl] seinen Sohn zum Römischen König gemacht hatte, da ward uns kund getan, daß er unter uns Städten zu Schwaben etliche versetzen und von dem heiligen Reiche geben wolle.“ Der Bund sollte gewährleisten, dass „wir unversetzt, unverkauft, unhingegeben … bei dem Reiche bleiben mögen.“ Die Fehde mit dem Kaiser war eröffnet.
Nach einer Zeit endloser Konflikte über städtische Einkünfte und andere Hoheitsrechte, die Donauwörth aufgrund von Reichsprivilegien zustanden, die Ludwig der Bärtige aber für sich beanspruchte, kündigte die Stadt im Jahr 1422 dem Ingolstädter Herzog den Gehorsam auf.
Um den Status der Reichsfreiheit wiederzuerlangen, schlug sich Donauwörth im Bayerischen Krieg auf die Seite der Gegner Ludwigs des Bärtigen, trat 22. Dezember 1421 der Konstanzer Liga bei und erlangte durch König Sigmund die Reichsfreiheit. Dieses Recht hatte Sigmund Donauwörth entgegen der bestehenden Pfandverschreibung bereits mehrmals zugesichert. Am 11. August 1434 ließ sich der Kaiser schließlich von dem inzwischen der Acht verfallenen Ingolstädter Herzog die Pfandbriefe über Wörth überreichen und ihn und seinen Sohn Ludwig den Buckligen trotz nicht erfolgter Ausbezahlung der Pfandsumme eine ausdrückliche Verzichtserklärung auf die Stadt leisten, mit der Versicherung, dass sie „darum mit keinen Gerichten oder andern Sachen nimmer anzulangen“.
Die Besetzung der Stadt durch Ludwig den Reichen von Bayern-Landshut im Jahre 1458 war der Auslöser für den Bayerischen Krieg. In den Jahren 1444–1473 entstand die Stadtpfarrkirche Zu unserer Lieben Frau an Stelle der zu klein gewordenen Sankt-Ulrichs-Kirche. 1488 wurde Donauwörth Mitglied des Schwäbischen Bundes. 1536 kam die Pflege an die Fugger.

### Neuzeit

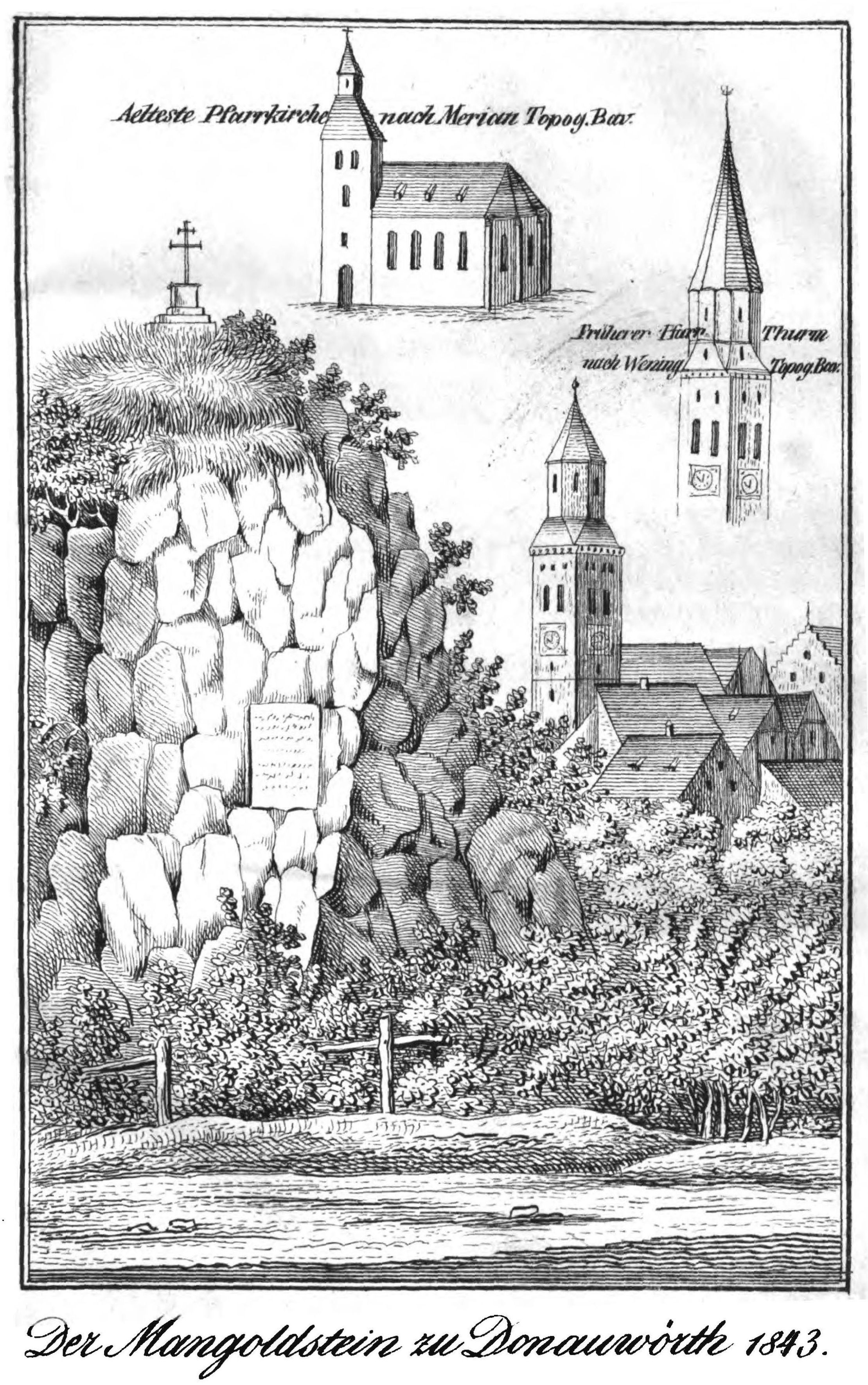
Der Mangoldstein (1843).

Der „Rat der Stadt Donawerda“ unterstützte die Reformation und unterzeichnete die lutherische Konkordienformel von 1577. In der Folge der Religionswirren kam sie 1607 nach dem sogenannten Kreuz- und Fahnengefecht am Markustag 1606 unter Reichsacht und wurde von Herzog Maximilian von Bayern in bayerischen Pfandbesitz umgewandelt. Die Reichsexekution durch den bayerischen Herzog Maximilian geschah gegen geltendes Reichsrecht, da Donauwörth zum schwäbischen Reichskreis gehörte und der Kreishauptmann des schwäbischen Reichskreises damit hätte beauftragt werden müssen. Unter anderem als Reaktion auf diese Okkupation schlossen sich die protestantischen Reichsstände 1608 zur Protestantischen Union zusammen.

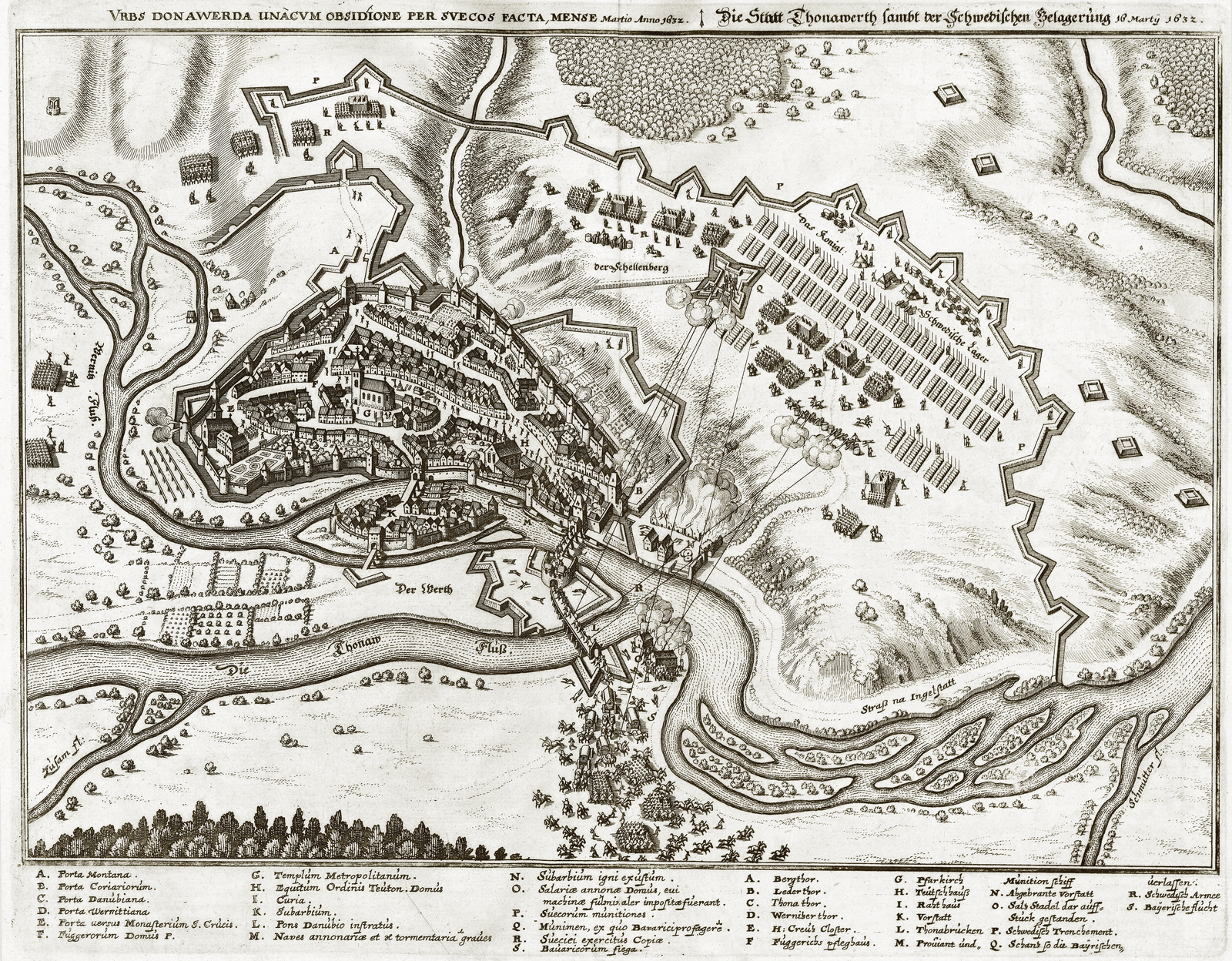
Schwedische Belagerung der Stadt Donauwörth im Jahr 1632, Kupferstich von Matthäus Merian aus dem Theatrum Europaeum

Im Dreißigjährigen Krieg wurde die Stadt am 7. April 1632 von einem schwedischen Heer unter dem Befehl von König Gustav II. Adolf auf seinem Marsch nach München erobert. Im Folgejahr – nach dem Tod des schwedischen Königs – wurde die Stadt im April 1633 zum Treffpunkt von zwei schwedischen Heeren mit zusammen ca. 25.000 Mann unter Kommando von Bernhard von Sachsen-Weimar und Gustaf Horn. Das Fußvolk bezog ein verschanztes Lager auf dem Schellenberg und die Reiterei wurde in benachbarten Orten auf beiden Seiten der Donau logiert. Bis zur Mitte des Jahres 1634 wurde das Lager zu einem Rückzugs- und Versorgungsort für die beiden schwedischen Heere von Herzog Bernhard und Gustaf Horn, im Verlauf der langwierigen Kämpfe um Regensburg (1632–1634) und bei den Feldzügen von Gustaf Horn in Oberschwaben und am Oberrhein. Am 16. August 1634 wurde die Stadt von kaiserlich-bayerischen Truppen unter Erzherzog Ferdinand auf ihrem Weg nach Nördlingen im Sturm erobert.
Die Schlacht am Schellenberg fand am 2. Juli 1704 auf dem Schellenberg bei Donauwörth statt. Die Truppen der Großen Allianz unter dem Oberbefehl von John Churchill, 1. Duke of Marlborough, und Ludwigs von Baden-Baden besiegten die bayerische Armee. Durch diesen Sieg und die anschließende Einnahme Donauwörths wurde die Donaulinie durchbrochen und das Kurfürstentum Bayern dem Zugriff der Alliierten preisgegeben.
In Folge verlor das zur bayerischen Landstadt degradierte Donauwörth, wie es fortan genannt wurde, nicht nur seine Eigenständigkeit (1714 war die Stadt endgültig zu Bayern gekommen), sondern auch gut die Hälfte seiner Einwohner. Die ehemalige Bevölkerungszahl wurde erst im 19. Jahrhundert wieder erreicht. Zu Beginn des Jahrhunderts wurde die Stadt zum Sitz eines bayrischen Landgerichts, aus dem 1862, zusammen mit Teilen des Landgerichtsbezirks Monheim das Bezirksamt Donauwörth (ab 1939 Landkreis) gebildet wurde.

### 20. Jahrhundert

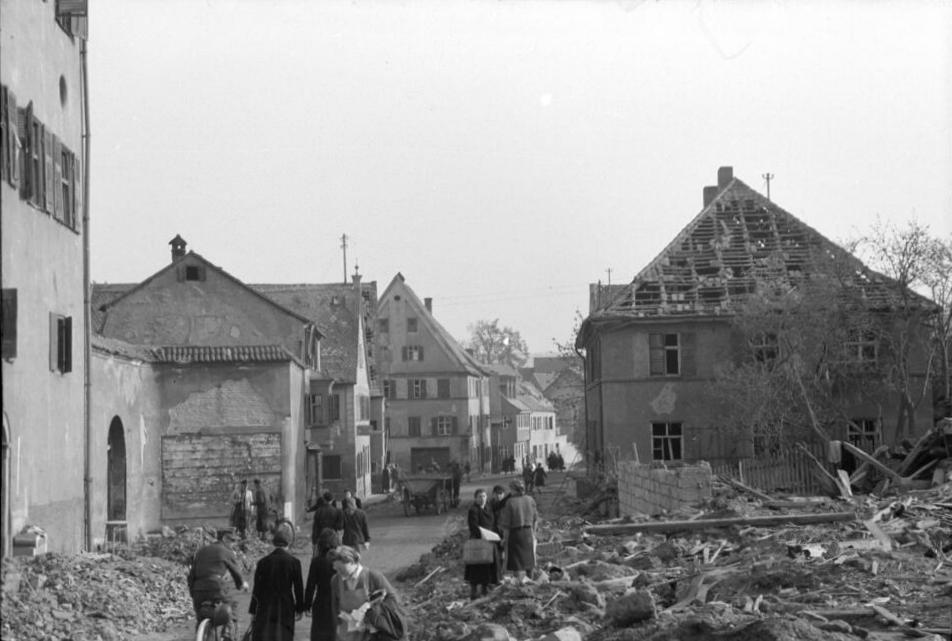
Zerstörungen in Donauwörth im April 1945

Zum 1. April 1940 verlor Donauwörth den Status einer kreisfreien Stadt. Mit Wirkung ab 1. Januar 1998 wurde Donauwörth zur Großen Kreisstadt erhoben (die Städte in Bayern, die zum 1. Juli 1972 die Kreisfreiheit verloren, hatten diesen Status damals unmittelbar erhalten).
Donauwörth erlitt kurz vor dem Ende des Zweiten Weltkrieges am 11. und 19. April 1945 zwei Luftangriffe der 8. bzw. 9. US-Luftflotte. Es waren fast 300 Tote zu beklagen. Die Umgebung des Bahnhofs und das Stadtzentrum wurden nahezu eingeebnet. Die Innenstadt wurde zu etwa drei Vierteln zerstört und auch das Gaswerk erlitt schwere Schäden. 1946 begann der Wiederaufbau der historischen Reichsstraße.

### 21. Jahrhundert

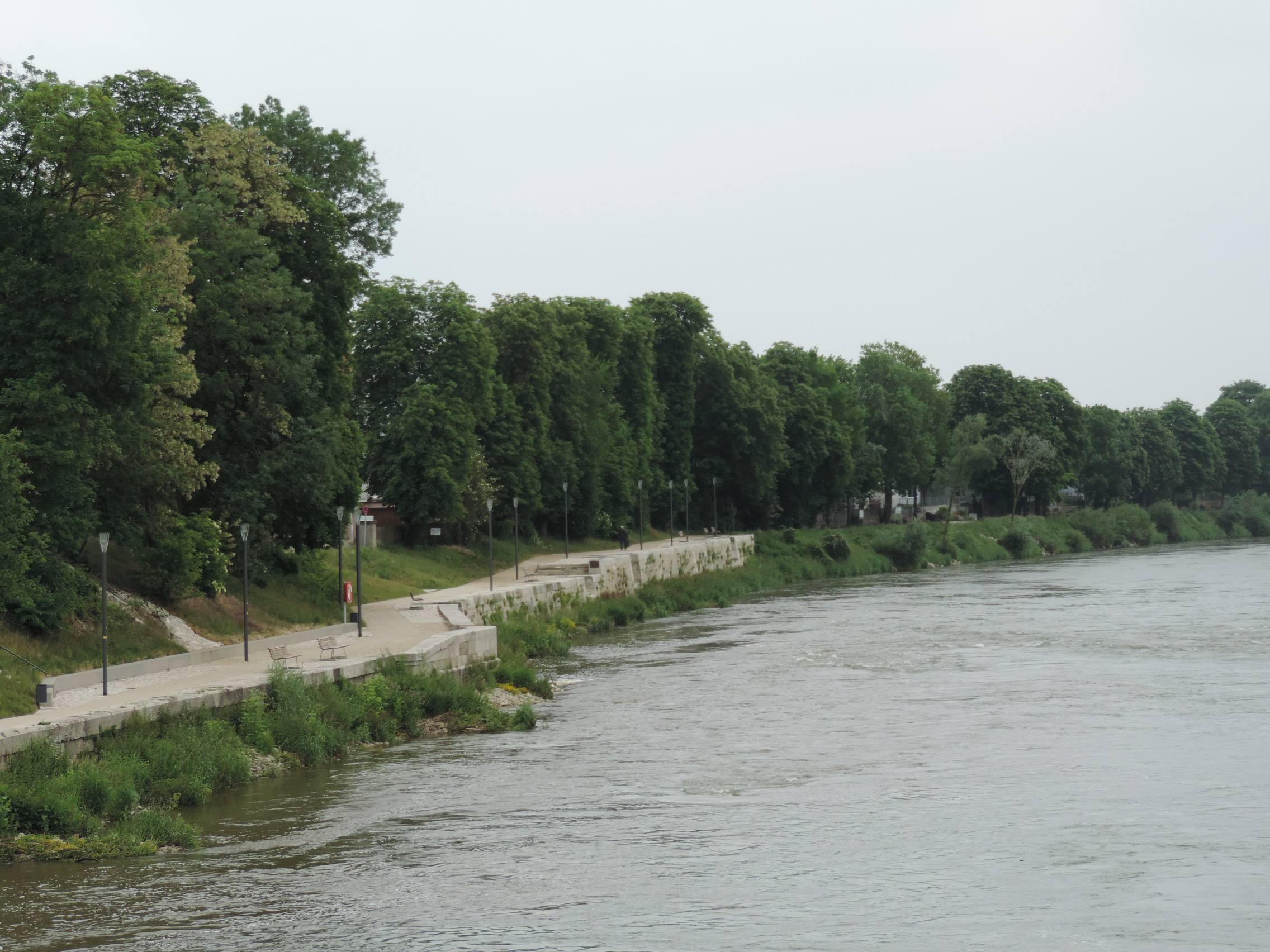
Alte sanierte Hafenmauer

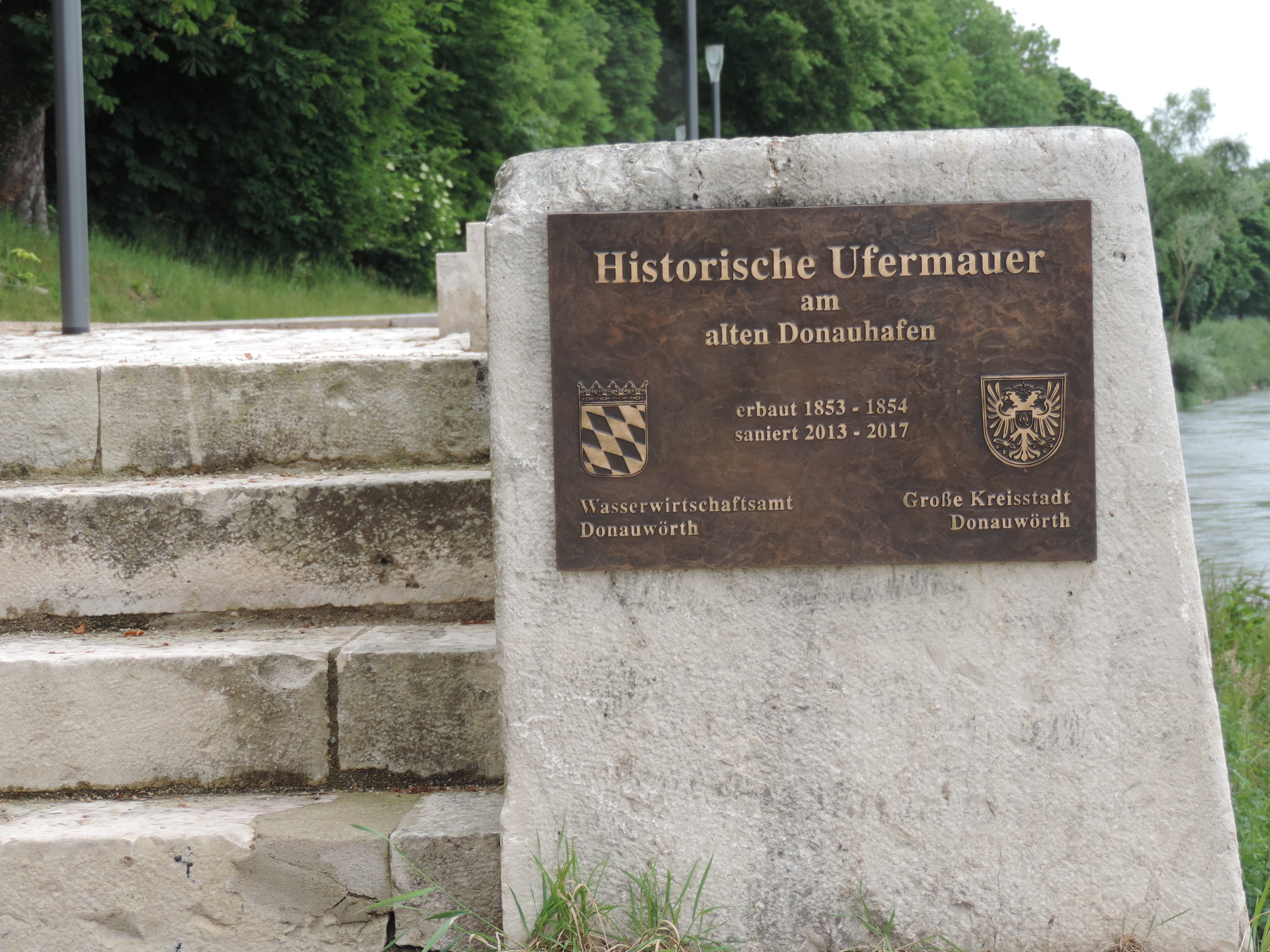
Hinweistafel historische Ufermauer

Im Jahr 2016 wurde gegen die Stellungnahme des Bayerischen Landesamtes für Denkmalpflege von der Stadt die Abbruchgenehmigung für das sogenannte Wagenknechthaus, eines der ältesten Bürgerhäuser Bayerns von 1317, gegeben, das 2017 tatsächlich abgebrochen wurde.
Ebenfalls 2016 wurde Donauwörth der Titel Fair-Trade-Stadt verliehen.
Von 2013 bis 2017 wurde die alte Ufermauer aus großformatigen Werksteinen am historischen Hafen saniert. Die Sanierung verschlang rund 2,7 Millionen Euro. Zum einstigen Hafen gehörten Lagerschuppen und zwei Ladekräne. Mehrere Treppen führten direkt zur Donau hinab. Die Anlage wurde 1853/54 vollendet. Am Hafen legten Dampfboote und Ruderschiffe an. Bereits ab 1837 gelang der Anschluss an die Donau-Dampfschifffahrt, die von Linz über Passau und Regensburg kommend, hier einen Start- sowie Endpunkt erreichte. Der rege Verkehr auf dem Fluss kam schon 1874 wegen der Konkurrenz durch die Eisenbahn zum Erliegen und der Landeplatz mit all seinen Baulichkeiten verfiel zusehends. Durch die Sanierung des Areals entstand mitten in der Stadt ein neuer Uferpark zum Wohl der Bürger und zur touristischen Aufwertung. Am 13. Mai 2017 wurde der Donauhafen eröffnet.

### Eingemeindungen
Im Rahmen der Gebietsreform wurden am 1. Juli 1971 die Orte Auchsesheim, Nordheim und Zirgesheim nach Donauwörth eingemeindet. Es folgten Riedlingen am 1. Januar 1972 und der Gemeindeteil Zusum der ehemaligen Gemeinde Zusum-Rettingen am 1. Juli 1972. Am 1. Juli 1973 kam Berg hinzu. Am 1. Januar 1978 wurde die Gebietsreform in Donauwörth mit den Eingemeindungen von Wörnitzstein und Schäfstall abgeschlossen.

### Einwohnerentwicklung
Donauwörth wuchs von 1988 bis 2008 um 767 Einwohner bzw. um gut 4 %. Nach langer Stagnation ist die Große Kreisstadt zwischen 2012 und 2016 von gut 18.000 auf knapp 20.000 Einwohner angewachsen.
Zwischen 1988 und 2018 wuchs die Stadt von 17.420 auf 20.080 um 2.660 Einwohner bzw. um 15,3 %.
Die Einwohnerzahlen ab 1840 beziehen sich auf die heutige Gemeindefläche (Stand: 1978).

Einwohnerentwicklung von Donauwörth von 1840 bis 2017

| Bevölkerungsentwicklung | Bevölkerungsentwicklung | Bevölkerungsentwicklung | Bevölkerungsentwicklung | Bevölkerungsentwicklung | Bevölkerungsentwicklung | Bevölkerungsentwicklung | Bevölkerungsentwicklung | Bevölkerungsentwicklung | Bevölkerungsentwicklung | Bevölkerungsentwicklung | Bevölkerungsentwicklung | Bevölkerungsentwicklung | Bevölkerungsentwicklung | Bevölkerungsentwicklung | Bevölkerungsentwicklung |        |
| ----------------------- | ----------------------- | ----------------------- | ----------------------- | ----------------------- | ----------------------- | ----------------------- | ----------------------- | ----------------------- | ----------------------- | ----------------------- | ----------------------- | ----------------------- | ----------------------- | ----------------------- | ----------------------- | ------ |
| Jahr                    | 1840                    | 1900                    | 1939                    | 1950                    | 1961                    | 1970                    | 1987                    | 1988                    | 1991                    | 1995                    | 2000                    | 2005                    | 2010                    | 2015                    | 2017                    | 2020   |
| Einwohner               | 5.421                   | 6.956                   | 9.004                   | 13.467                  | 15.209                  | 17.116                  | 17.487                  | 17.420                  | 17.840                  | 18.033                  | 18.020                  | 18.311                  | 18.240                  | 18.972                  | 19.858                  | 19.593 |

### Liste der Bürgermeister (seit 1818)
| Name                   | Amtszeit  |
| ---------------------- | --------- |
| Johann Nepomuk Rheiner | 1818–1819 |
| Franz Böhm             | 1820–1838 |
| Johann Sallinger       | 1838–1844 |
| Franz Förg             | 1844–1875 |
| Gottfried Rauch        | 1875–1877 |
| Wilhelm Gebhardt       | 1878–1907 |
| Karl Mayer             | 1908–1914 |
| Michael Samer          | 1915–1929 |
| Friedrich Dessauer     | 1929–1935 |
| Wilhelm Schöner        | 1936–1945 |
| Alois Barthelme        | 1945–1948 |
| Andreas Mayr           | 1948–1970 |
| Alfred Böswald         | 1970–2002 |
| Armin Neudert          | 2002–2020 |
| Jürgen Sorré           | seit 2020 |

Der parteilose Jürgen Sorré wurde von der SPD nominiert und setzte sich in der Stichwahl am 29. März 2020 durch.

## Politik

### Oberbürgermeister
In der Stichwahl des Oberbürgermeisters am 29. März 2020 setzte sich Jürgen Sorré (parteilos; von der SPD nominiert) mit 60,91 % gegen Michael Bosse (Freie Wähler Bayern) durch.

### Stadtrat
Die Wahl zum Stadtrat am 15. März 2020 führte bei einer Wahlbeteiligung von 60,10 % zu folgendem Ergebnis:
| Partei/Liste | Stimmen % | Sitze |
| ------------ | --------- | ----- |
| CSU          | 25,16 %   | 8     |
| GRÜNE        | 15,46 %   | 5     |
| FW           | 12,38 %   | 4     |
| SPD          | 11,63 %   | 3     |
| EBD          | 10,37 %   | 3     |
| PWG          | 08,92 %   | 3     |
| AL/JB        | 07,63 %   | 2     |
| BfD          | 03,58 %   | 1     |
| ÖDP          | 03,02 %   | 1     |
| FDP          | 01,02 %   | 0     |
| LINKE        | 00,82 %   | 0     |

### Wappen
Blasonierung: „In Gold ein rot bewehrter Doppeladler, zwischen den nimbierten Köpfen eine goldene Kaiserkrone; im blauen Brustschild der goldene Großbuchstabe W.“
Wappengeschichte: Donauwörth wird um 1180 Stadt. Die beiden ältesten, in Fragmenten erhaltenen Stadtsiegel aus den Jahren 1268 und 1272 zeigen einen Reichsadler ohne Brustschild mit einem Kreuz und einem Stern beiderseits des Kopfes. Die Umschrift lautet SIGILLVM CIVITATIS DE WERDE. In den Siegeln von 1277 bis 1529 steht der Adler ebenfalls ohne Brustschild. Aus seinem Gefieder beiderseits des Kopfes und aus den Krallen wachsen sternförmige Blumen. Seit 1433 hat sich der Doppeladler an Stelle des einköpfigen Adlers als Symbol des Kaisers durchgesetzt. Reichsstädte, die bis dahin einen einköpfigen Adler in ihrem Wappen führten, wollten nun auch den Doppeladler. Donauwörth erhielt diesen 1530 mit dem Wappenbrief von Kaiser Karl V. Das Wappen zeigt nun den Doppeladler, über dem die Kaiserkrone schwebt. Der Großbuchstabe W auf seinem Brustschild steht für die Reichspflege Wörth. Von 1818 bis 1836 führte die Stadt ein anderes Wappen. Der Doppeladler als Symbol des Alten Reichs wurde durch den bayerischen Löwen ersetzt. Hinweise auf die ehemaligen Territorialherren waren zu dieser Zeit unerwünscht. Die Donauwörther lehnten das neue Wappen allerdings ab. König Ludwig I. gab der Stadt das Wappen 1836 unverändert nach dem Wappenbrief von 1530 zurück.

### Städtepartnerschaften
- Perchtoldsdorf bei Wien, Österreich (seit 1. Oktober 1973)

## Sehenswürdigkeiten
- Das Liebfrauenmünster, eine dreischiffige gotische Backstein-Hallenkirche steht auf dem höchsten Punkt der Reichsstraße und wurde 1444 bis 1467 erbaut. Der Turm des Münsters trug bis 1732 einen gotischen Spitzhelm, der jedoch zweimal durch Blitzeinschläge zerstört wurde. Im Turm hängen fünf Kirchenglocken, darunter die Pummerin, die größte Glocke Schwabens. Die Kirche beinhaltet einige bemerkenswerte Kunstobjekte, darunter einen gotischen Christus aus dem Jahr 1513 über dem Hochaltar und eine Pieta über dem rechten Seitenaltar aus dem Jahr 1508. Das älteste Kunstwerk ist vermutlich eine Steinmadonna über dem Sakristei-Eingang, die auf etwa 1425 datiert wird. Das Münster wurde im Zweiten Weltkrieg durch Bomben schwer beschädigt.

Liebfrauenmünster Donauwörth
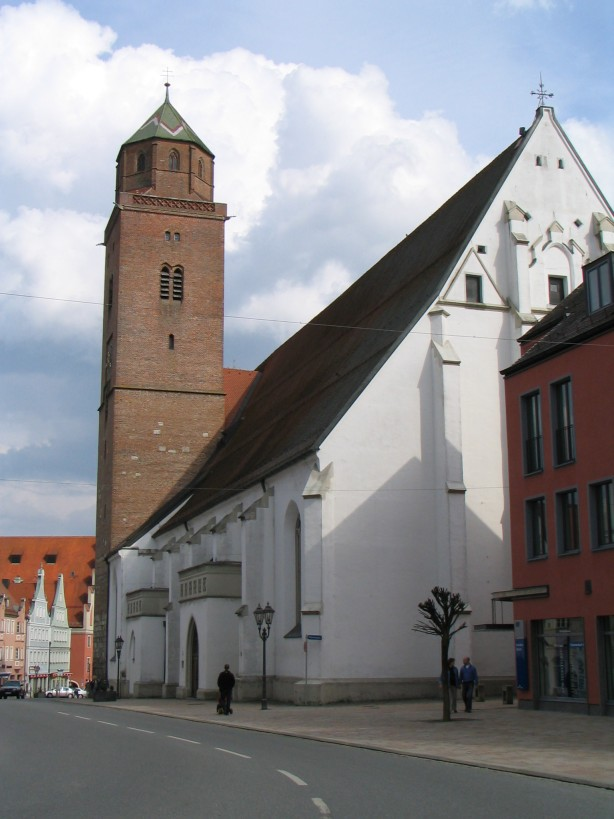
Liebfrauenmünster
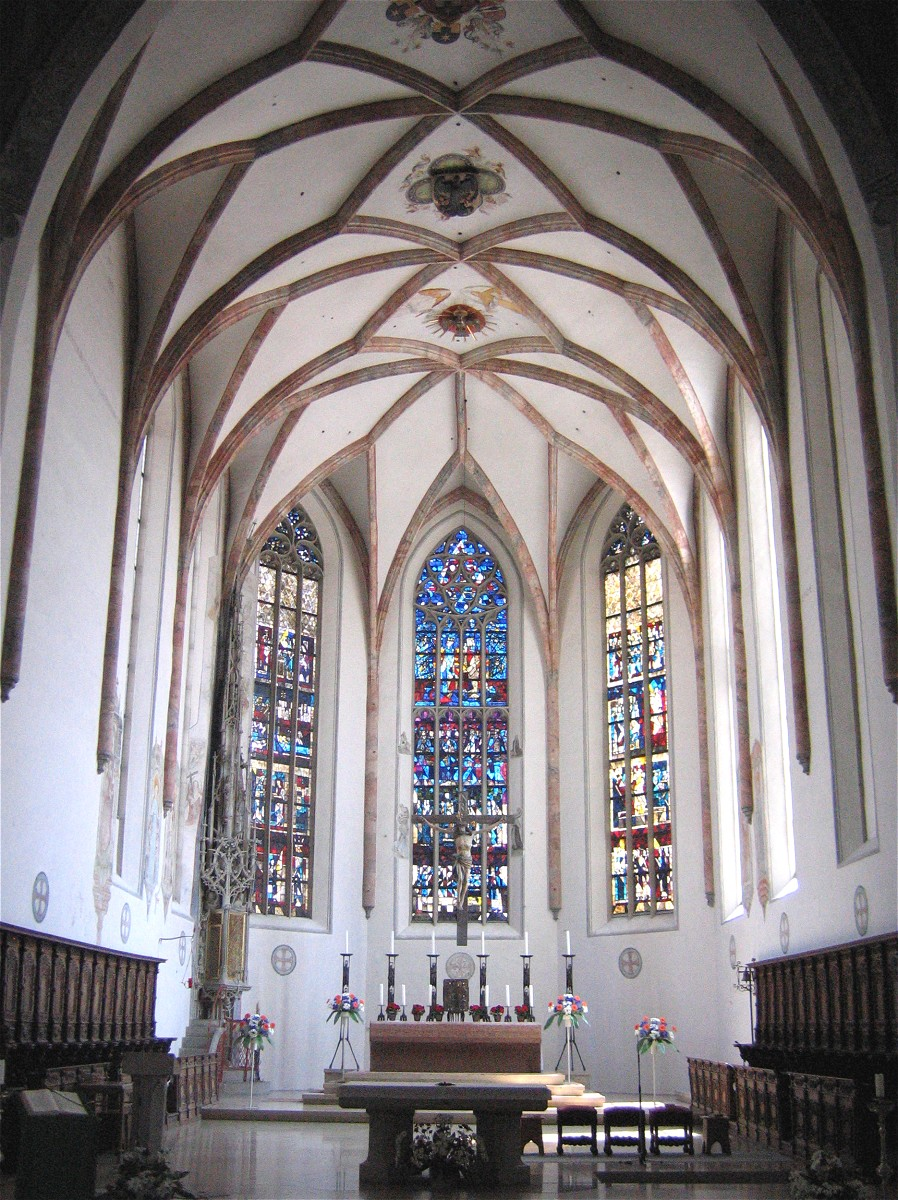
Chorraum
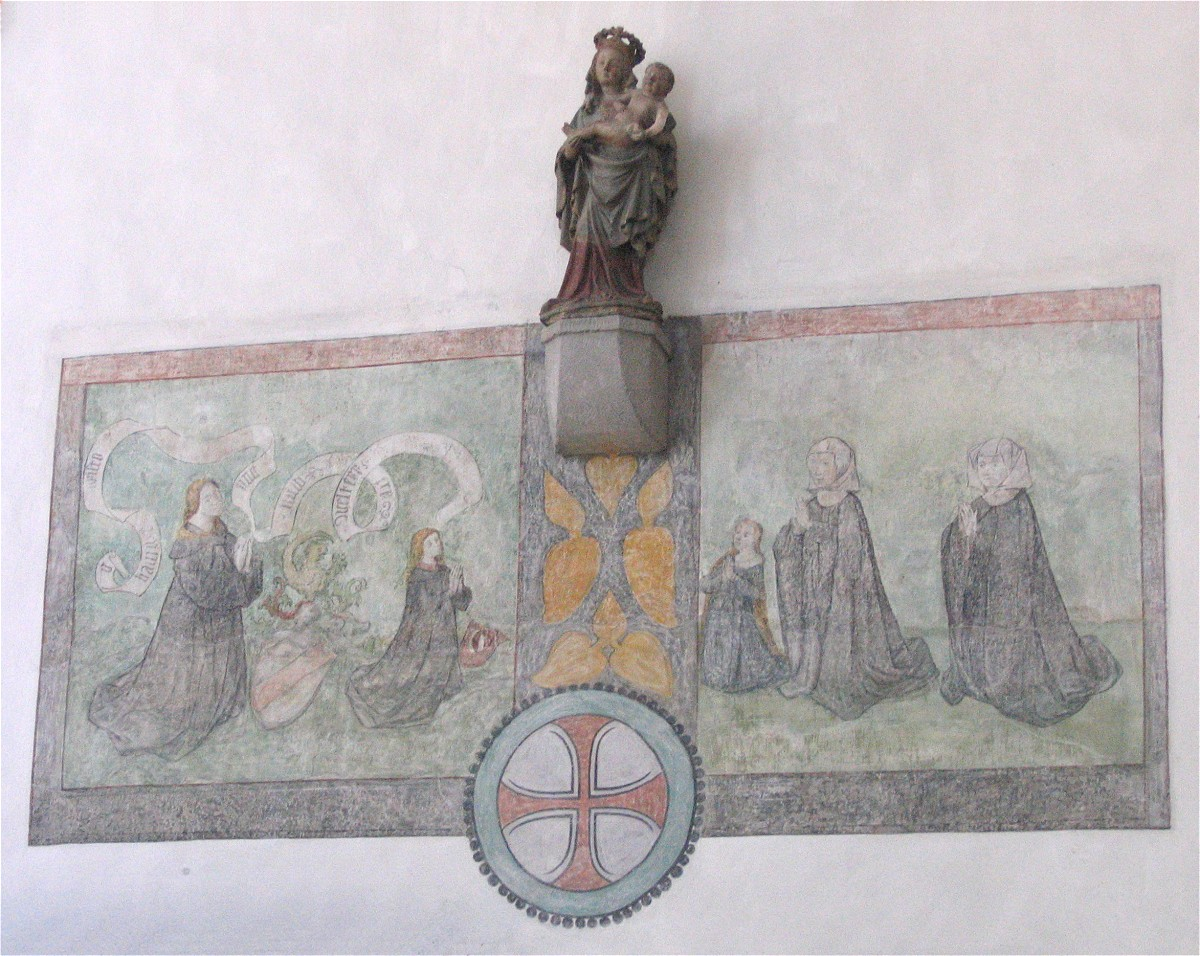
Marienfigur
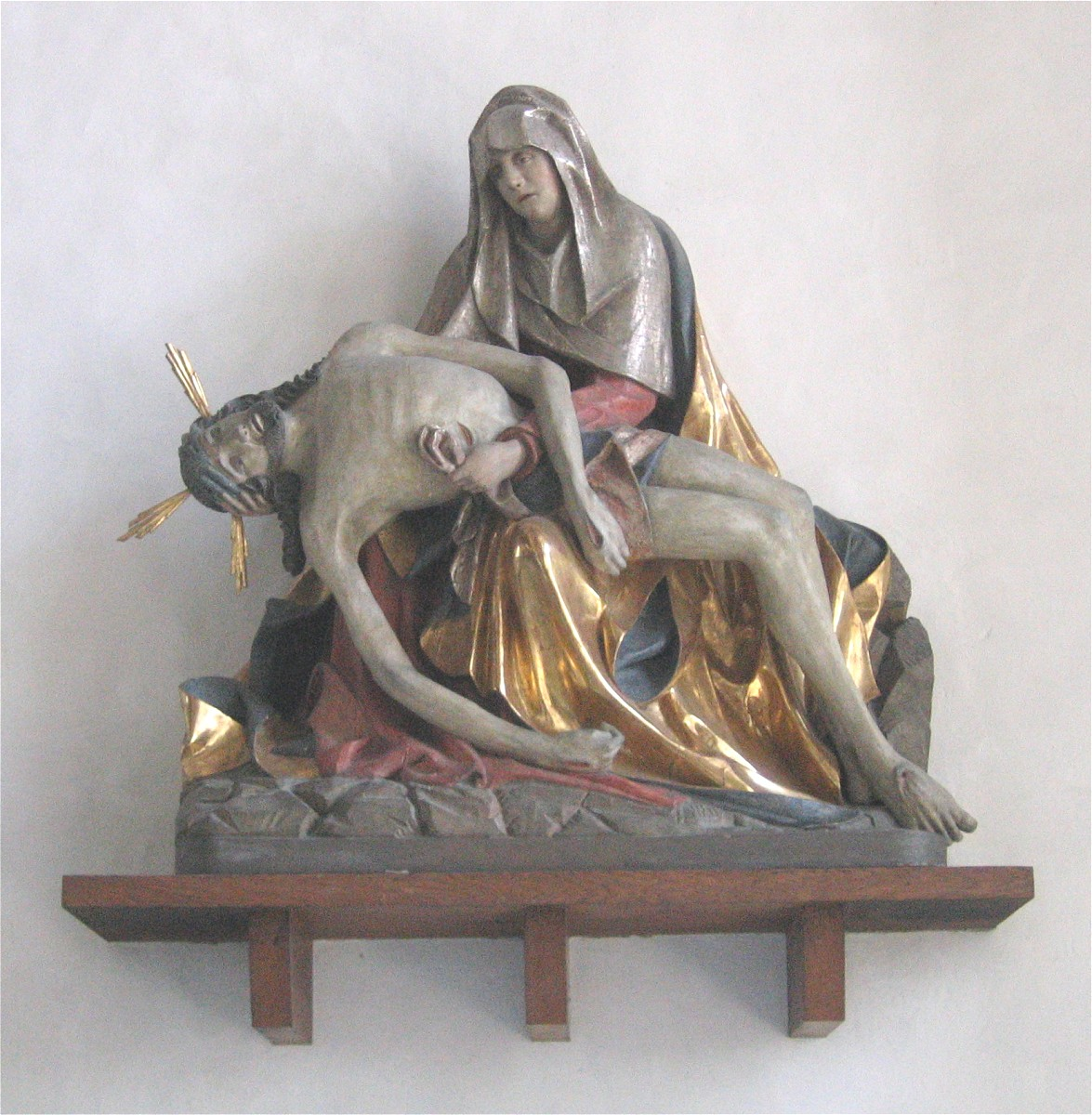
Pietà
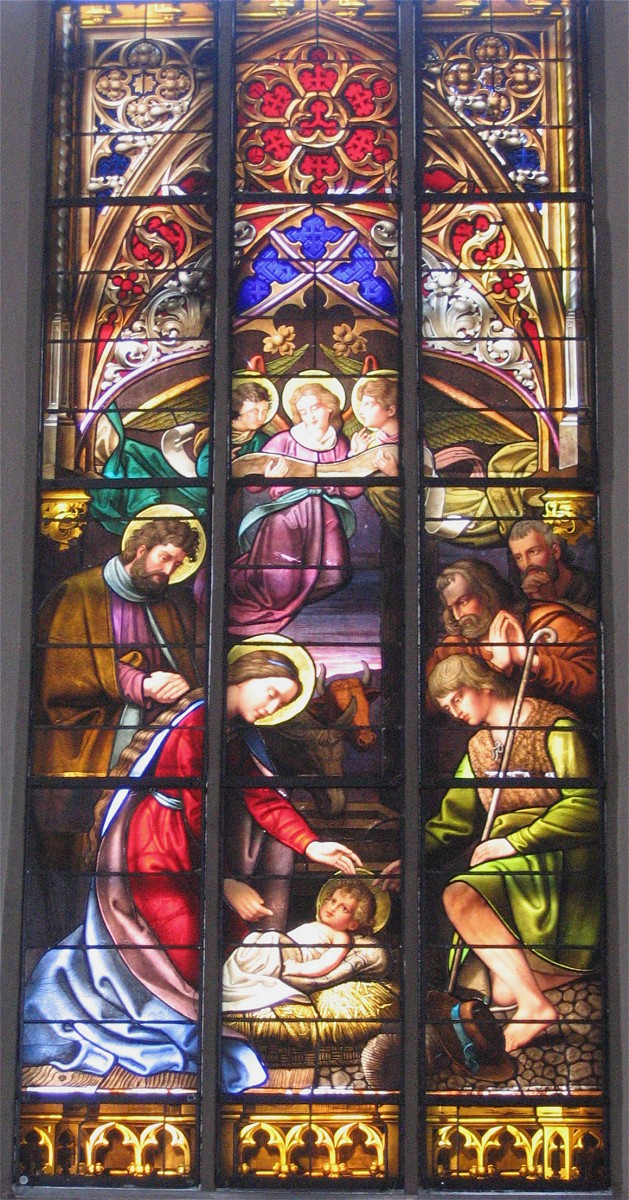
Fenster

- Das Deutschordenshaus in Donauwörth ist eine der ältesten Niederlassungen des Deutschen Ritterordens. Der Orden wurde 1197 gegründet. König Friedrich II. übergab 1214 den Hospitalbrüdern des Deutschen Ordens eine am Brückenkopf der alten Donaubrücke erbaute Kapelle, bei der Almosen für die Armen gesammelt wurden. Als der Komtur Heinrich von Zipplingen 1332 mit seinem ganzen Konvent nach Donauwörth zog, vergrößerte er das Haus und die Kapelle. Das Gebäude in seiner heutigen Form wurde von 1774 bis 1778 unter dem Komtur Freiherr von Riedheim errichtet. Es beherbergt heute die Städtische Kunstgalerie mit Gemälden mit Bezug zur Stadt sowie die Polizeiinspektion Donauwörth. Sehenswert ist auch der Enderlesaal, benannt nach dem Maler Johann Baptist Enderle. Die Kommende Donauwörth gehörte zur Deutschordensballei Franken.
- Das Rathaus entstand ab 1236. Es wurde 1308 mit Quadern der abgetragenen Burg Mangoldstein vergrößert. Im Lauf des 14. Jahrhunderts brannte das Gebäude zweimal ab. Im 16. Jahrhundert wurde es um eine dritte Etage aufgestockt. Das charakteristische Mansarddach wurde Ende des 18. Jahrhunderts aufgesetzt. Bei der neugotischen Restaurierung 1853 wurden die Zinnen und Fialen angebracht. 1973/75 und 1985/86 wurde das Rathaus komplett renoviert. Anlässlich des Jubiläums „750 Jahre Rathaus Donauwörth“ wurde 1986 am Westgiebel des Rathauses ein Glockenspiel angebracht, das täglich Volkslieder spielt, die mit dem Schicksal der Stadt verknüpft sind, aber auch das Lied aus der Oper die „Zaubergeige“ von Werner Egk.
- Kloster Heilig Kreuz, die Wallfahrtskirche ist ein Musterbeispiel der spätbarocken Wessobrunner Schule, dort wird eine Monstranz mit einem Partikel vom Kreuz Christi aufbewahrt.
- Die katholische Stadtpfarrkirche Christi Himmelfahrt im Stadtteil Parkstadt.
- Die Reichsstraße bildet das Kernstück der Stadt. Sie war im Heiligen Römischen Reich Teil der Straße zwischen den Reichsstädten Nürnberg und Augsburg. Sie ist heute Teil der Romantischen Straße. Entlang der Straße steht ein Ensemble bürgerlicher Giebelhäuser. Durch die Bomben am 11. und 19. April 1945 wurde die Reichsstraße in großen Teilen zerstört. Der originalgetreue Wiederaufbau begann 1946.

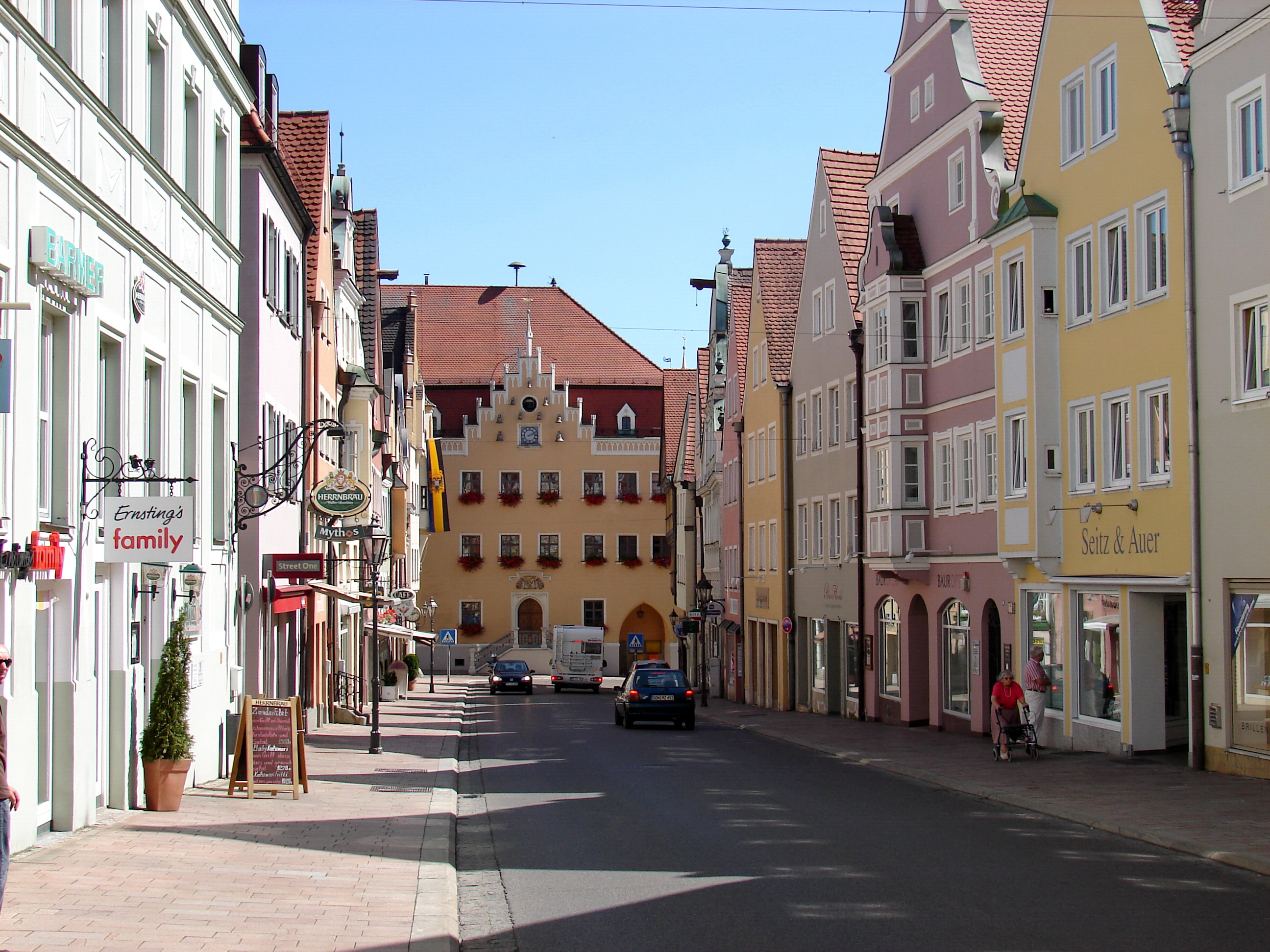
Reichsstraße Richtung Rathaus
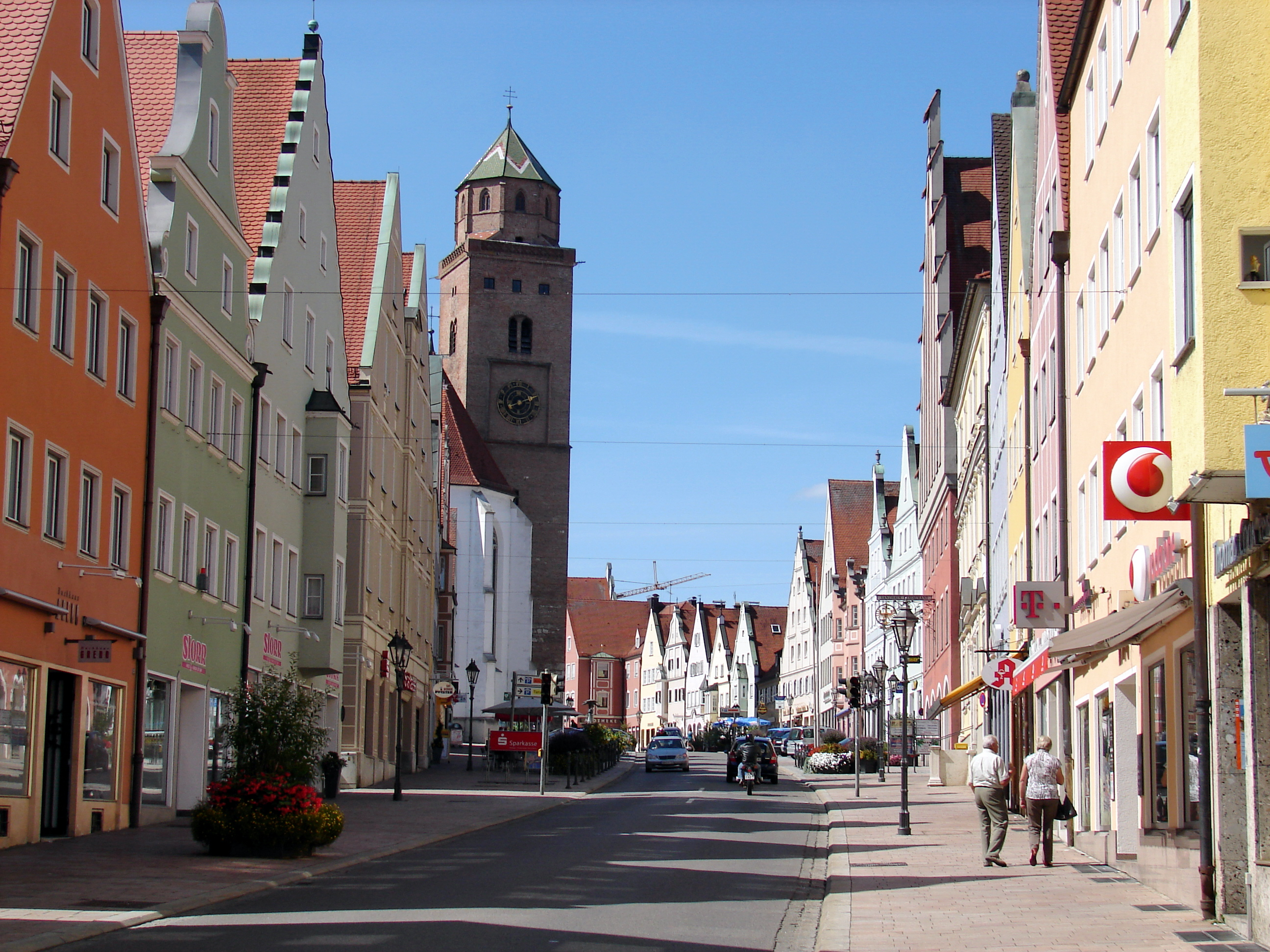
Reichsstraße Richtung Liebfrauenmünster
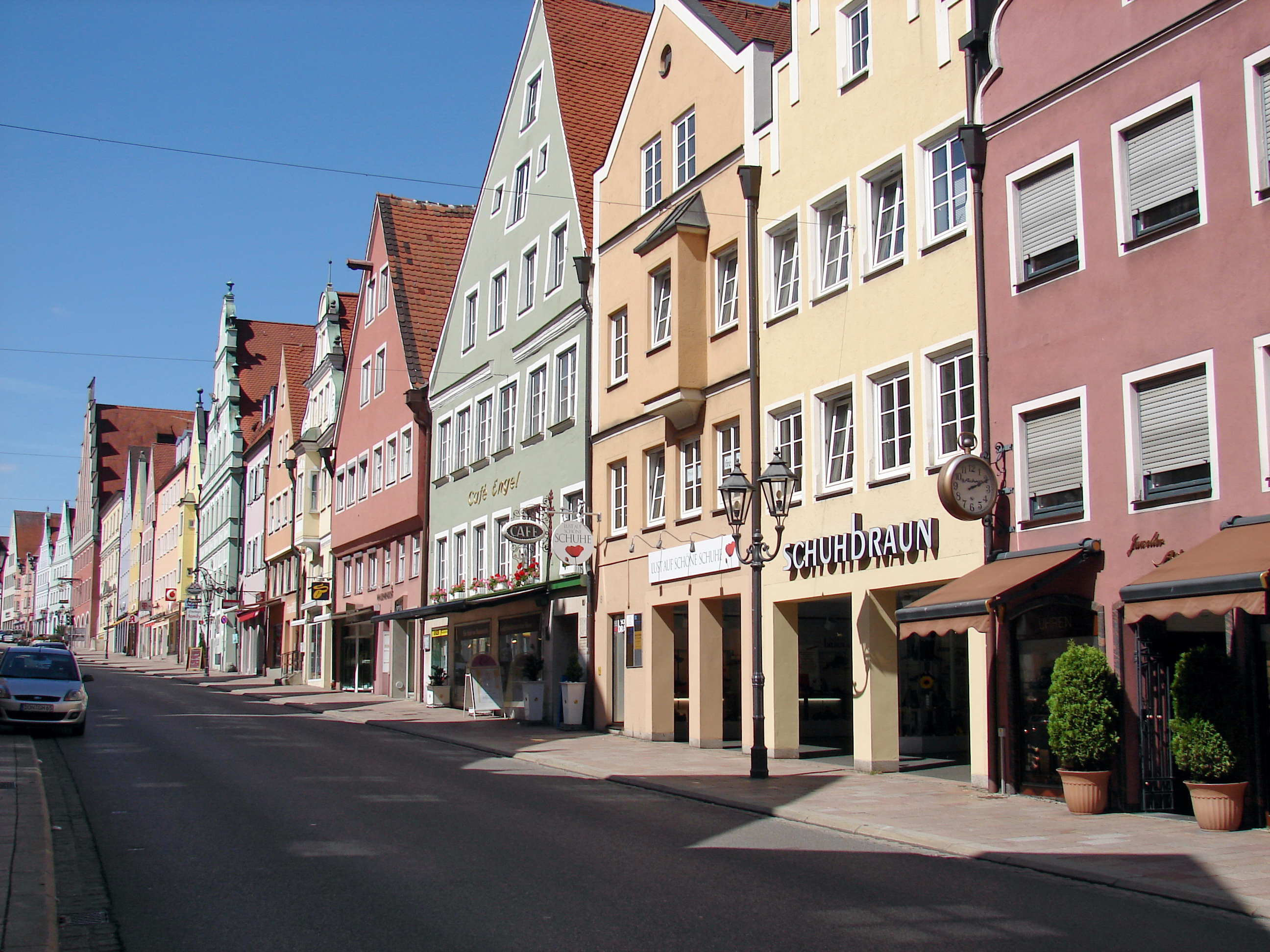
Reichsstraße mit Wagenknechthaus (rot, 5. von rechts)
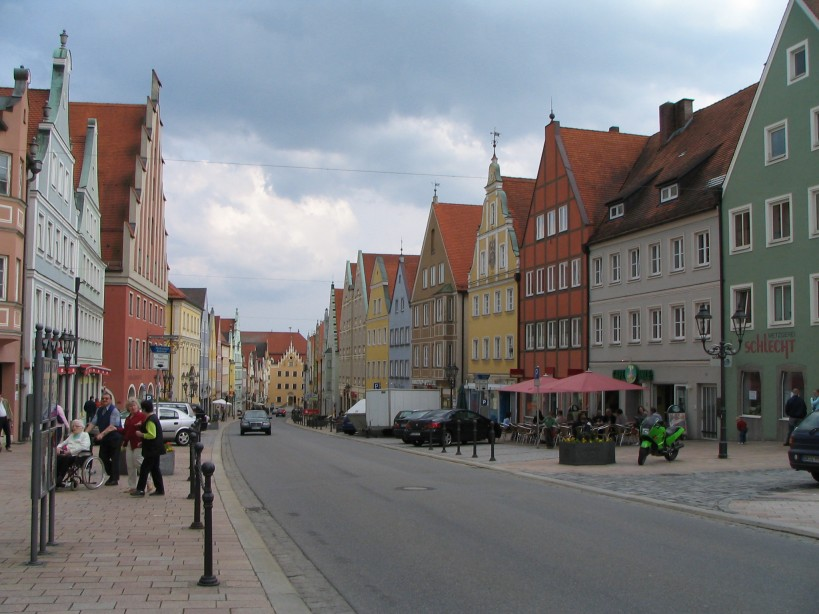
Reichsstraße

- Das Tanzhaus wurde um 1400 erbaut. Zunächst diente es als städtisches Kauf- und Tanzhaus. Der Rat ließ dort sonntags für die Bürger zum Tanz aufspielen. Auch Kaiser Maximilian hat hier mit den Bürgern seiner Stadt gefeiert. Seit 1570 wurde es als Schranne (Kornspeicher) genutzt, bis das Haus während des Spanischen Erbfolgekrieges 1704 gebrandschatzt wurde. 1872 wurde das Tanzhaus völlig restauriert. Bei einem Luftangriff 1945 wurde es bis auf die Grundmauern zerstört. In den Jahren 1973 bis 1975 wurde es wieder aufgebaut, um ein Stockwerk erhöht und mit zwei Tiefgaragen ausgestattet. Das Tanzhaus beinhaltet heute unter anderem einen Theatersaal mit 600 Plätzen und Restaurant. Im vierten Stock ist das Archäologische Museum untergebracht, das die Siedlungsgeschichte im Landkreis Donau-Ries von der Steinzeit bis zur Alemannenzeit dokumentiert.

- Als letztes von vier großen Ausfalltoren der Stadtmauer ist das Rieder Tor erhalten geblieben. Das Gebäude in seiner heutigen Erscheinung stammt aus dem Jahr 1811 und wurde 1945 stark beschädigt. Es beherbergt heute das Museum Haus der Stadtgeschichte. Ein weiteres erhaltenes Stadttor ist das kleinere Öchsentörl im Nordosten der Altstadt.

- Das repräsentative Fuggerhaus mit seinem markanten Giebel bildet das westliche Ende der Reichsstraße. Es wurde 1539 im Stil der Renaissance erbaut[27] und beherbergt heute das Landratsamt des Landkreises Donau-Ries. Das ehemals in dem Gebäude befindliche vertäfelte Holzkabinett, eine bedeutende Arbeit süddeutscher Schreinerkunst der Renaissance, ist heute im Bayerischen Nationalmuseum in München ausgestellt.[28]

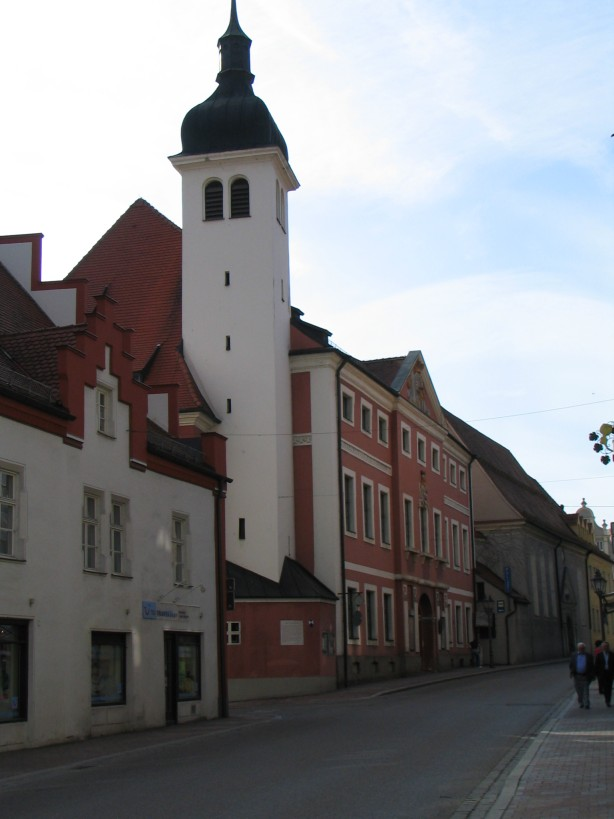
Deutschordenshaus
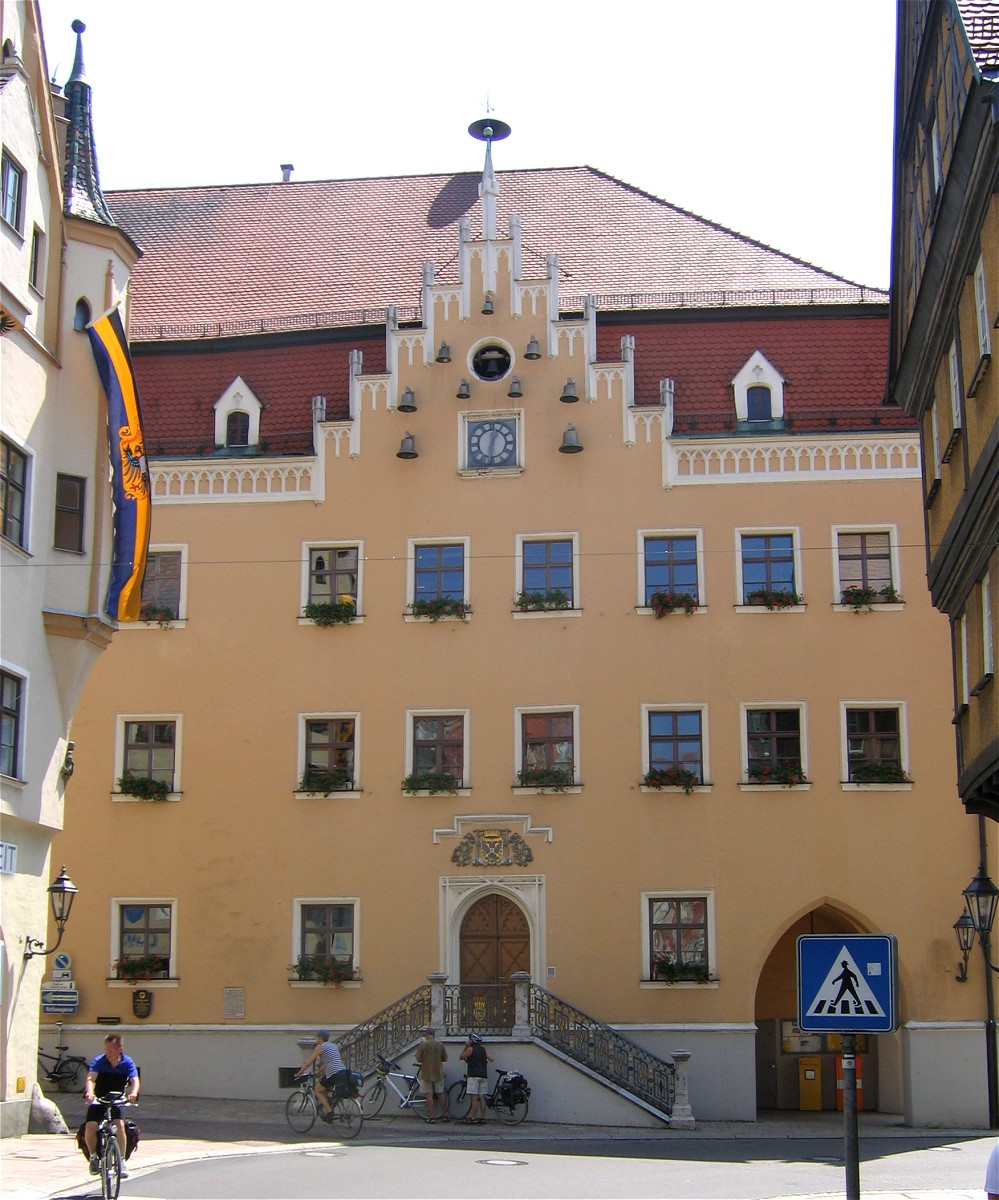
Rathaus
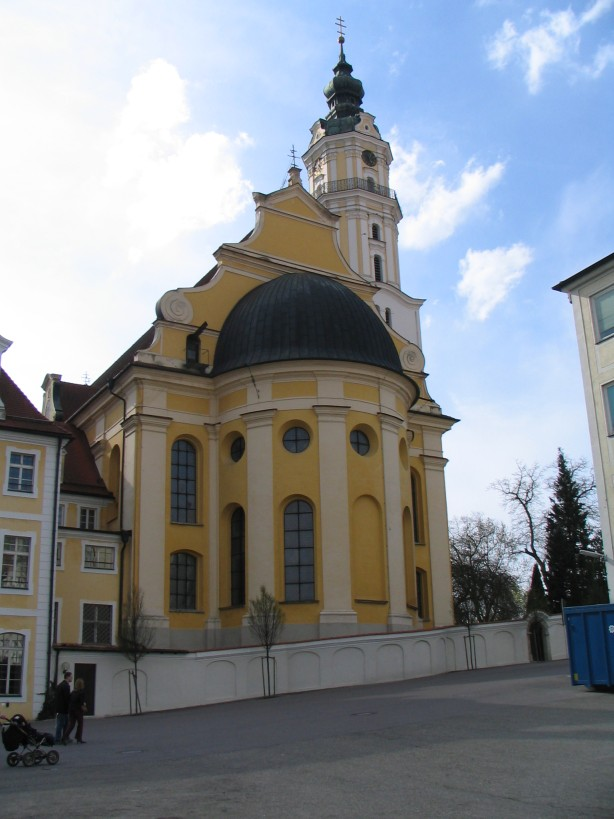
Heilig Kreuz
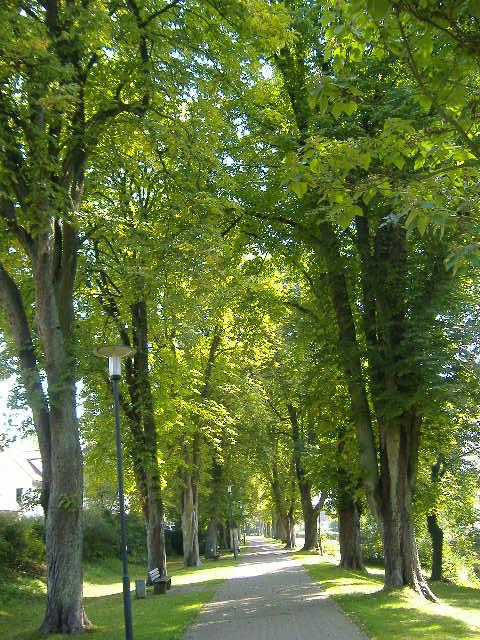
Promenade, die „grüne Lunge“ der Stadt
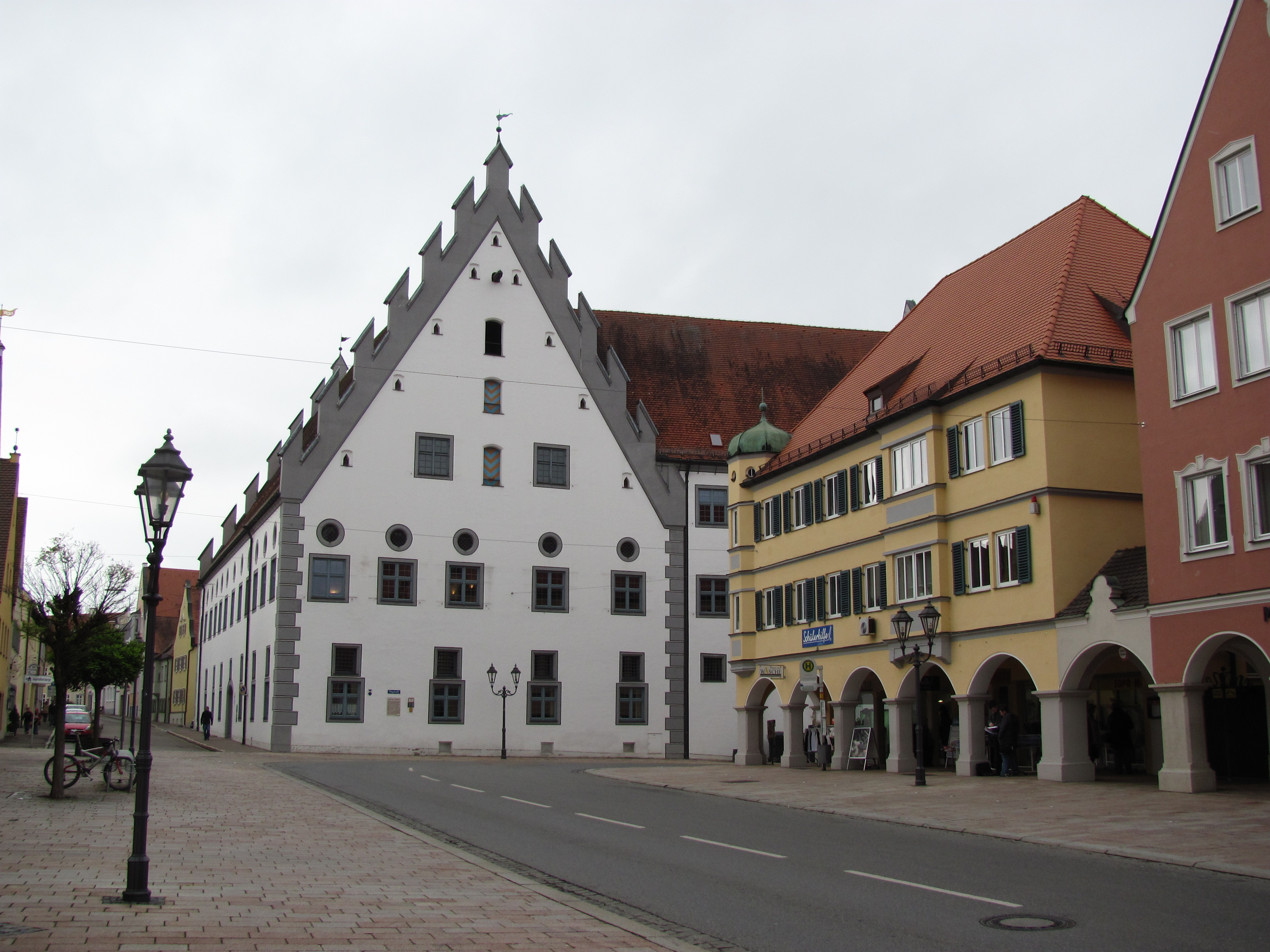
Fuggerhaus
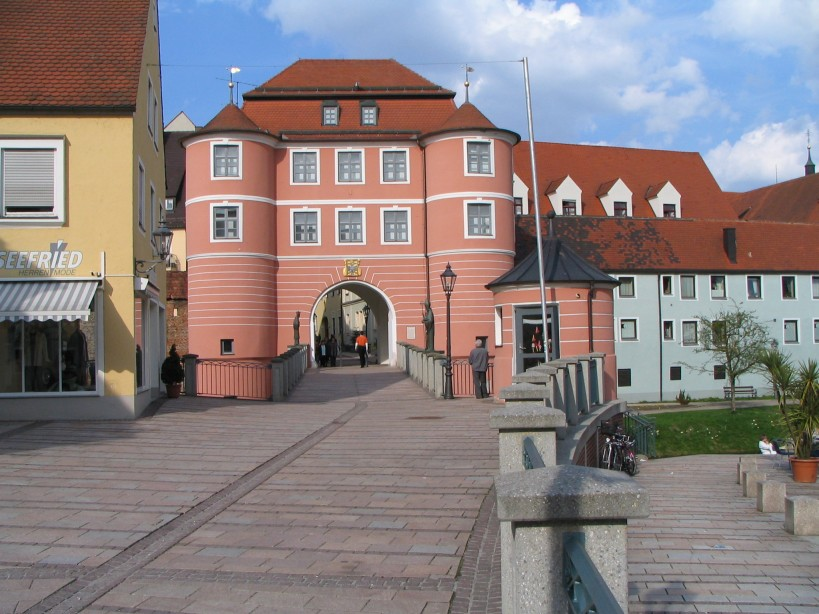
Rieder Tor
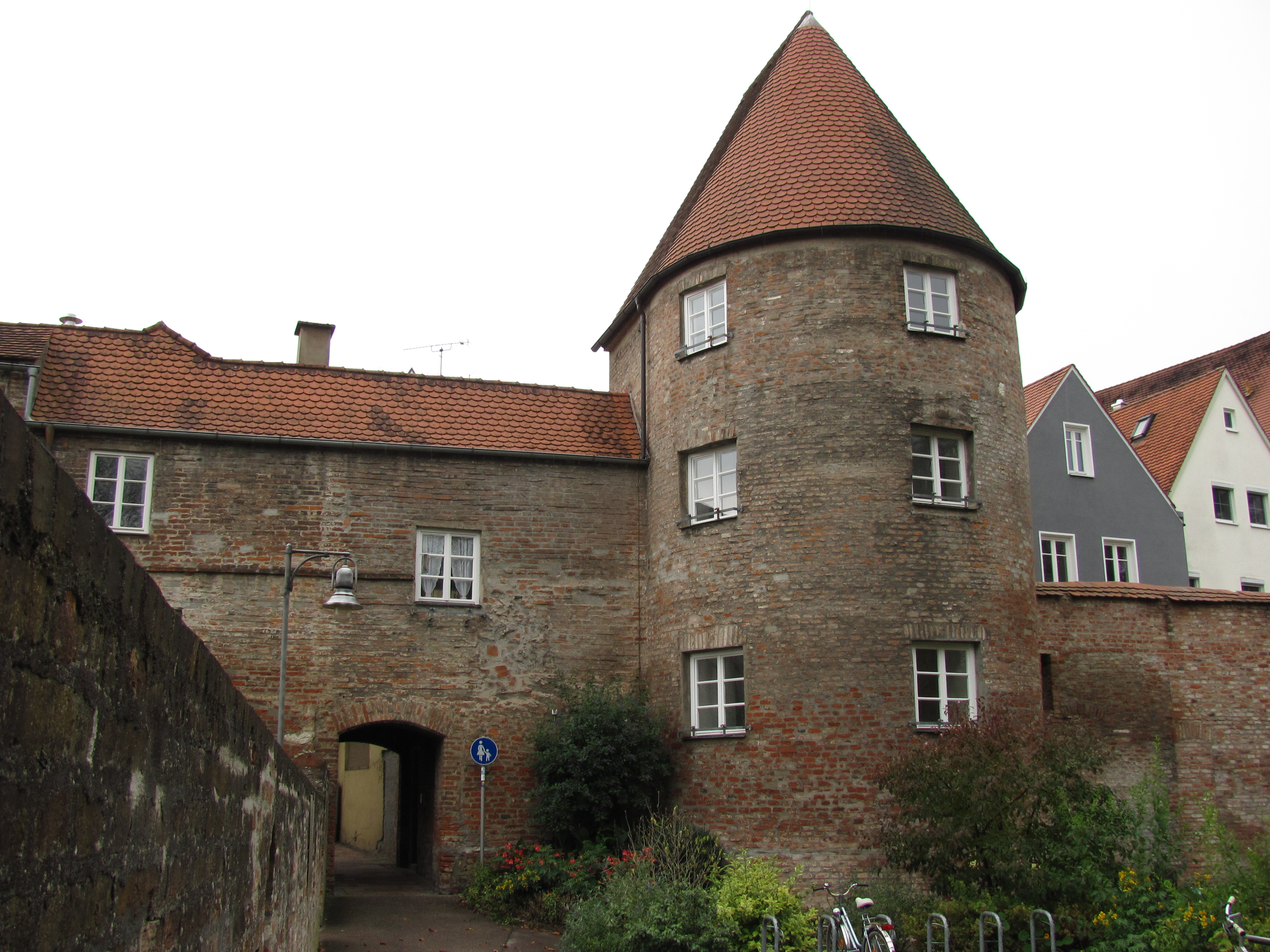
Ochsentörl und Stadtmauer
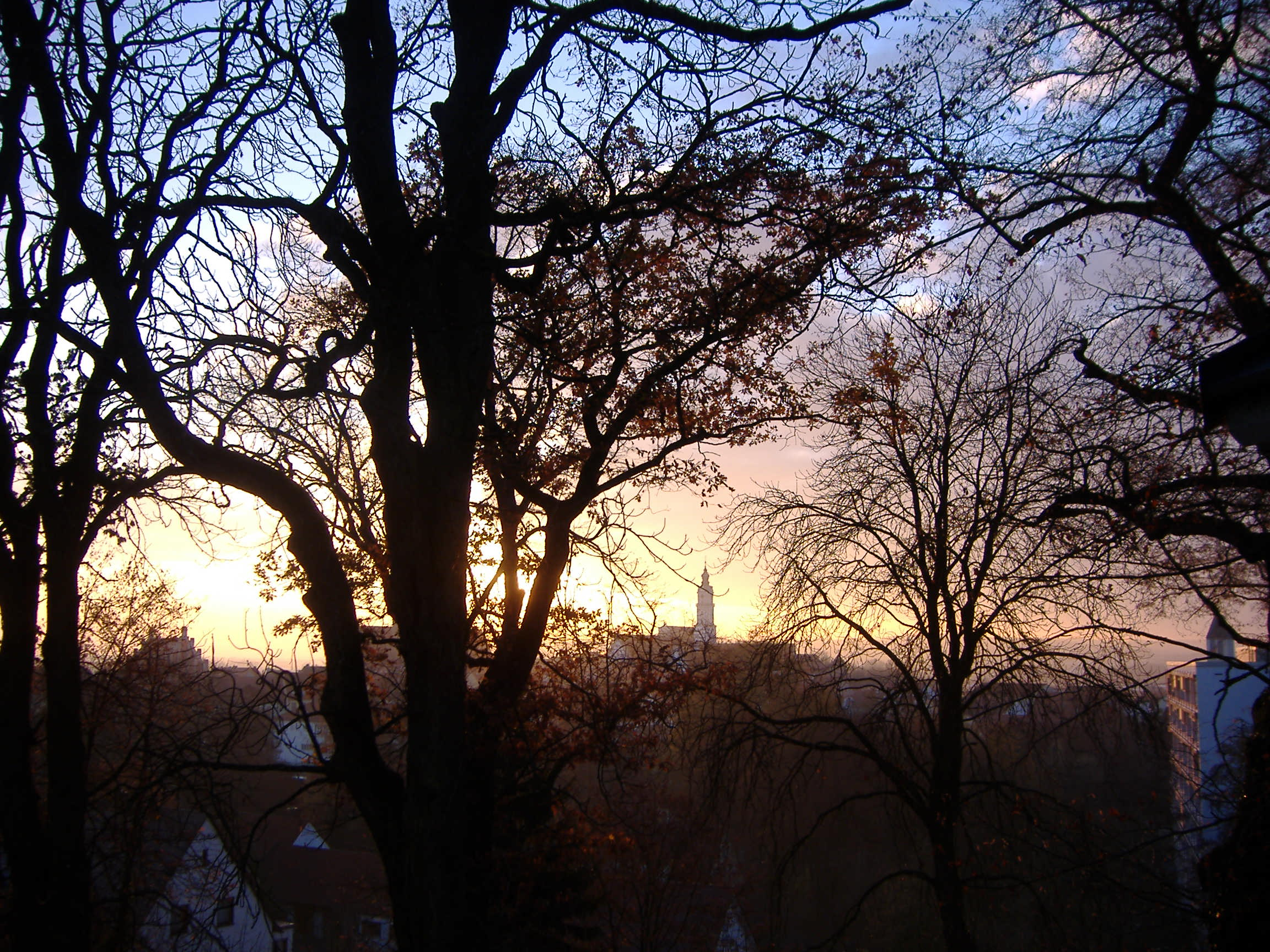
Blick vom Calvarienberg auf Donauwörth im November-Abendlicht

- Freilichtbühne am Mangoldfelsen, jedes Jahr im Sommer jeweils zwei verschiedene Inszenierungen
- Kreuzweg am Kalvarienberg – „Sternschanze“
- Ruine der „Burg zu Wörth“

## Wiederkehrende Feste und Veranstaltungen

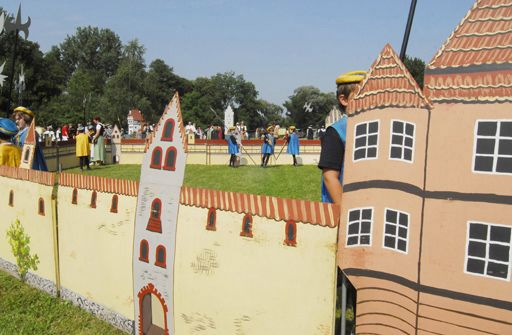
Stadtmauer auf dem Schwäbischwerder Kindertag (2008)

- Schwäbischwerder Kindertag (jährlich im Juli mit Festumzug, alle zwei Jahre mit Historienspiel Bilderbuch der Stadtgeschichte, über 1000 Schüler in historischen Gewändern spielen die Geschichte der Stadt nach, zuletzt 2022)
- Reichsstraßenfest (seit 1977, alle zwei Jahre, etwa Mitte Juli, zuletzt 2023)
- Freilichtbühne am Mangoldfelsen (Juni bis August sowie andere Veranstaltungen)
- Fischerstechen (alle zwei Jahre, zuletzt 2022)
- Pitzbrunnen-Fest in Riedlingen (zuletzt 2015)
- Öko-Markt Schwabens größter Öko-Markt im Heilig Kreuz Garten (letztes Sommerferien-WE sonntags; jährlich seit 1984)
- Donauwörther Oldtimertag (seit 2004, alle zwei Jahre, am letzten Samstag im August)
- Kiwanis Oktoberfest (seit 2009, jährlich am zweiten Wochenende im Oktober)
- Kunst- und Lichternacht (jährlich, zuletzt 2022)
- Maitanz des Heimat- und Volkstrachtenvereins Donauwörth im Ried (jährlich am 1. Mai)

## Wirtschaft und Infrastruktur

### Verkehr

#### Straßenverkehr
Bei Donauwörth kreuzen sich die Bundesstraßen 2 (Nürnberg – Augsburg), die von Augsburg bis Donauwörth autobahnartig ausgebaut ist, 16 (Ulm – Regensburg) und 25 (Uffenheim – Donauwörth).

#### Fahrradverkehr
Die Stadt ist an einige Radfernwege angeschlossen, unter anderem innerhalb des europäischen Fernradwegnetzes EuroVelo an die Flussroute EV 6, welche vom Atlantik bis zum Schwarzen Meer verläuft, und an den Donauradweg. auf dem die EV 6 hier geführt wird.
Donauwörth liegt am Fernradweg, der als Via Claudia Augusta entlang einer gleichnamigen antiken Römerstraße verläuft.

#### Schienenverkehr

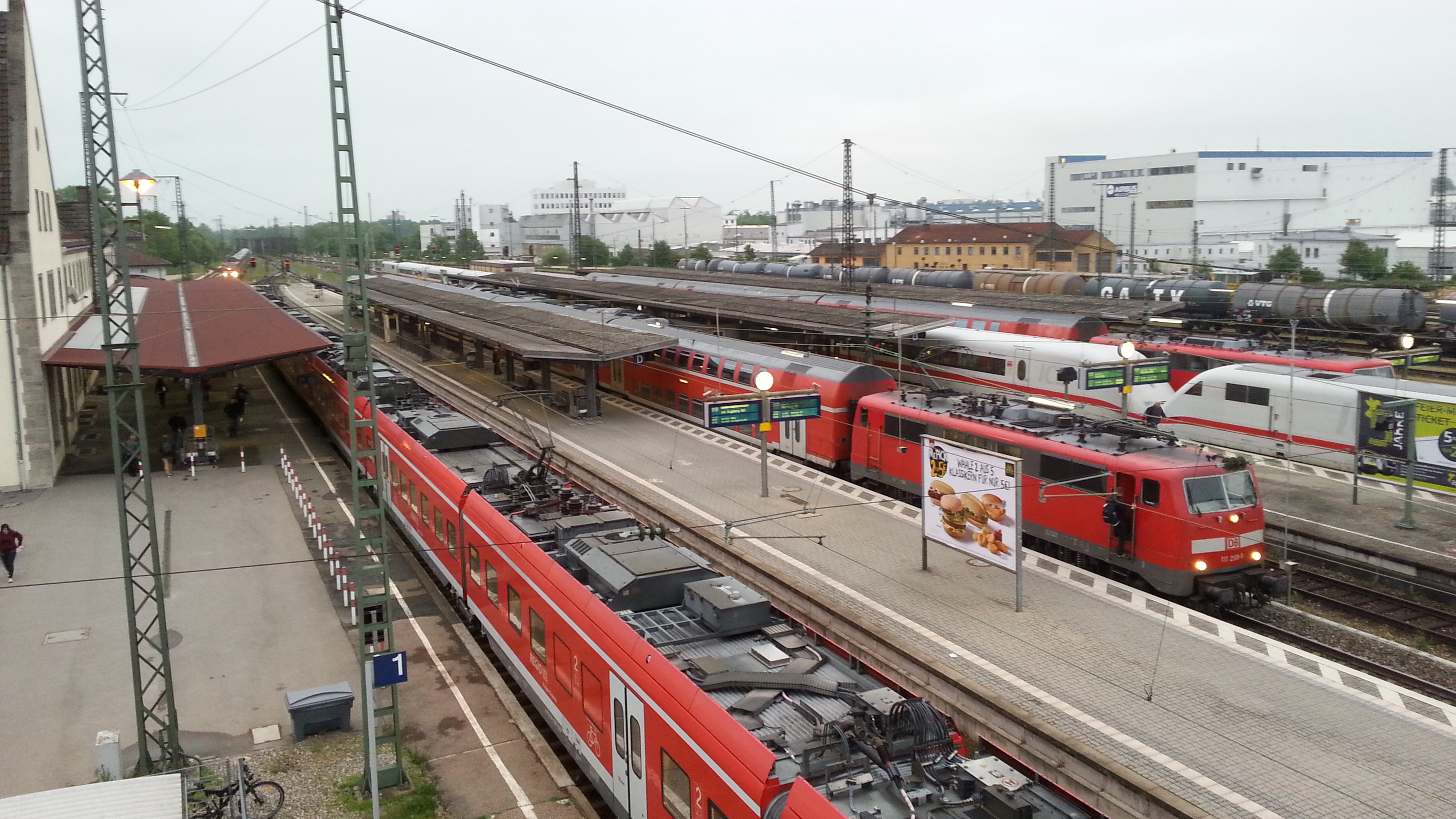
Bahnhof Donauwörth

Der Bahnhof Donauwörth ist ein Eisenbahnknoten mit der Fernverkehrsstrecke von Augsburg weiter nach Treuchtlingen und Nürnberg, der Donautalbahn von Regensburg und Ingolstadt nach Ulm und ist der Ausgangspunkt der Riesbahn nach Aalen. Alle vier Richtungen werden unter der Woche stündlich, nach Augsburg halbstündlich, am Wochenende zweistündlich (nach Augsburg im 90-30-Minuten-Takt) bedient. Seit Dezember 2017 ist Donauwörth ICE-Systemhalt: Alle passierenden ICE- und IC-Züge halten auch dort und bieten einen annähernden Zweistundentakt Richtung Norden und Richtung München.

#### Öffentlicher Personennahverkehr

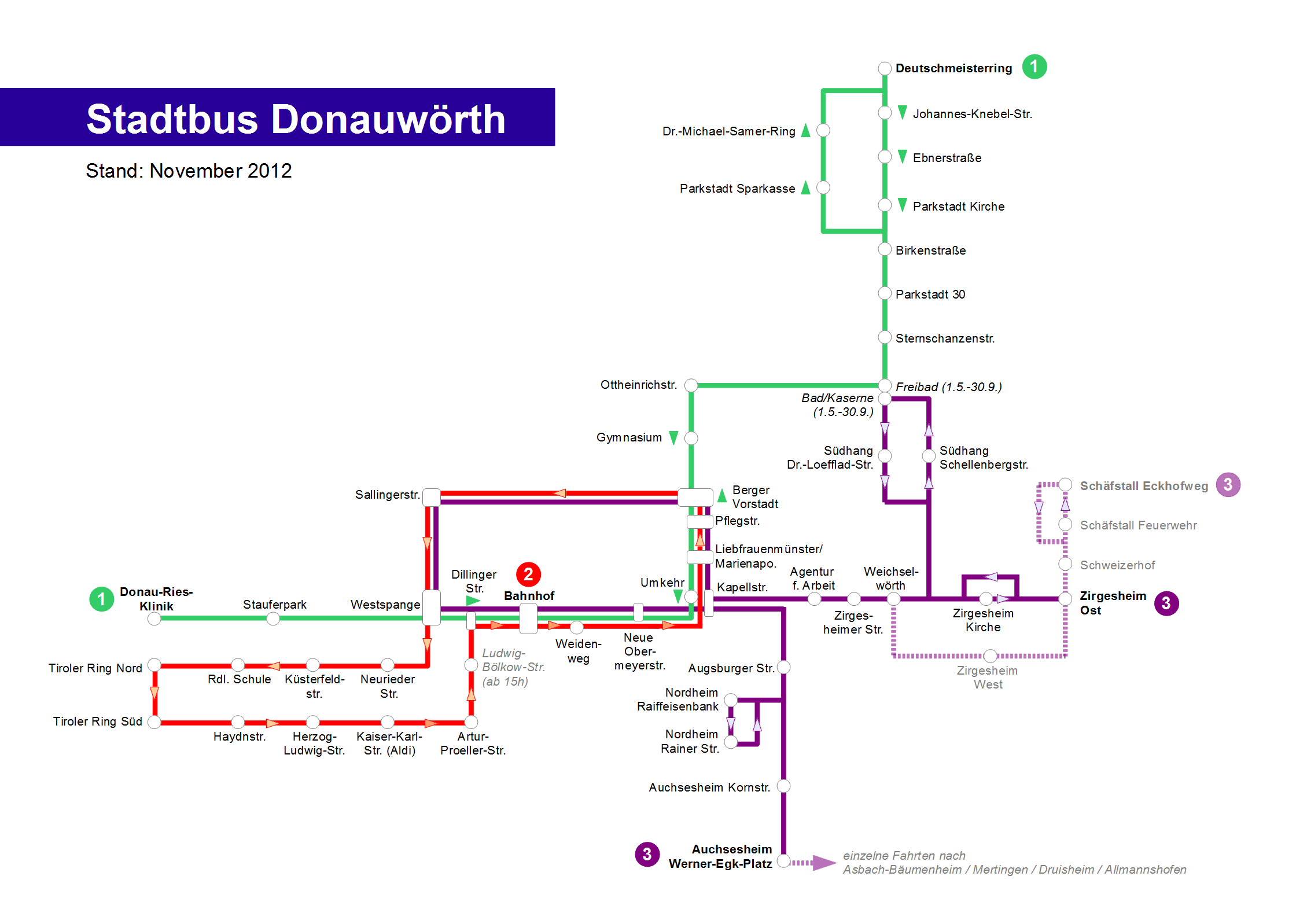
Stadtbusplan von Donauwörth im Jahr 2012, Linien 1-3

Am 1. August 2011 begann in Donauwörth ein neues Stadtbus-System. Seither verkehren vier innerstädtische Linien im Halbstundentakt/Stundentakt und zwei Umland-Linien. Morgens und abends verkehren zusätzlich noch einzelne Verstärkerbusse. Mit der Betriebsaufnahme des neuen Stadtbusses wurde auch ein neues Preissystem eingeführt, das unter anderem ein vergünstigtes Bürgerticket für die Einwohner von Donauwörth anbietet. Alle fünf Linien werden von den Busunternehmen Osterrieder, Link und Schwabenbus betrieben. Im Einsatz sind dabei vier neue große Busse und zwei neue Kleinbusse, die auch optisch ein einheitliches Erscheinungsbild in den Stadtfarben gelb, blau und schwarz erhielten. Zudem ist auf jedem Bus ein bekanntes Motiv aus der Stadt Donauwörth zu sehen. Darüber hinaus wird die große Kreisstadt mit mehreren Regionalbuslinien der Verkehrsgemeinschaft Donau-Ries (VDR), die im Stadtgebiet verkehren, mit dem Umland verbunden. Am Samstag fahren alle drei Innenstadt-Linien nur stündlich, sonntags und an Feiertagen ist mit Ausnahme des Kirchenbusses kein Betrieb.
Im Jahr 2018 fuhren insgesamt rund 1,5 Millionen Fahrgäste mit dem Stadtbus Donauwörth.
Zum ersten Juli 2016 wurden die neuen Linien 4 und 5 in Betrieb genommen, die Donauwörth mit dem Umland verbinden. Die Linie 4 verstärkt zudem den Takt auf der Stadtlinie 3 und die Linie 5 durchfährt die Reichsstraße und sorgt somit für zusätzliche Fahrten vom Bahnhof in die Innenstadt. Außerdem werden nun am Abend und samstags zusätzliche Fahrten angeboten.
Mit der Eröffnung des Nahversorgungszentrums Donaumeile in der Dillinger Straße am 5. Oktober 2017 bekam der Stadtbus ebenfalls eine neue Haltestelle (Härpferpark), die sich direkt am Eingang des Einkaufszentrums befindet. Sie wird von den Linien 1-6 im gewohnten Takt bedient.
Im August 2019 kam mit dem Betreiberwechsel die neue Linie 6 hinzu, zusätzlich wurden neue Busse angeschafft. Ebenso wurde die Fahrplan-App Wohin-Du-Willst eingeführt.
| Linie | Laufweg                                                             | Bedienungshäufigkeit                               | Fahrzeuge            |
| ----- | ------------------------------------------------------------------- | -------------------------------------------------- | -------------------- |
| 1     | Parkstadt – Zentrum – Bahnhof – Donau-Ries-Klinik                   | 30-Minuten-Takt                                    | Solobusse            |
| 2     | Bahnhof – Zentrum-Riedlingen – Bahnhof                              | 30-Minuten-Takt                                    | Solobusse            |
| 3     | Bahnhof – Nordheim – Auchsesheim                                    | 60-Minuten-Takt                                    | Kleinbusse           |
| 4     | Bahnhof – Nordheim – Bäumenheim – Hamlar – Eggelstetten – Oberndorf | morgens 30-Minuten-Takt, tagsüber einzelne Fahrten | Klein- und Solobusse |
| 5     | Bahnhof – Zentrum – Tapfheim – Bissingen                            | einzelne Fahrten                                   | Klein- und Solobusse |
| 6     | Bahnhof – Zirgesheim – Schellenberg – Zentrum                       | 30-Minuten-Takt                                    | Kleinbusse           |

Am Samstag fahren alle Linien im 60-Minuten-Takt und sonntags ist mit Ausnahme des Kirchenbusses kein Betrieb. Insgesamt gibt es im Stadtgebiet über 50 Haltestellen, die der Stadtbus anfährt.
Betreiber des Stadtbusses Donauwörth sind seit dem 1. August 2019 folgende Unternehmen:
- DB Busverkehr Bayern
- Link Reisen

Vorherige Busunternehmen bis Ende Juli 2019 waren:
- Osterrieder Reisen
- Link Reisen
- RBA / Schwabenbus (Regionalbus Augsburg)

#### Luftfahrt
Für Luftfahrzeuge aller Art bis zu einem Höchstabfluggewicht (MTOW) von 2000 kg (5700 kg) steht der Sonderlandeplatz Flugplatz Donauwörth-Genderkingen zur Verfügung. Segelflug kann auf dem Segelfluggelände Stillberghof betrieben werden.

### Ansässige Unternehmen
- Brückenstadt-Verlag Erwin Nier
- Eduard Edel GmbH: Bonbonfabrik
- Airbus Helicopters: Die deutsche Zentrale des deutsch-französischen Hubschrauberherstellers hat ihren Sitz in Donauwörth; das Werk war bis 1992 Teil der Firma MBB.
- Käthe Kruse: Puppenhersteller
- Gubi: Lebensmittelkette und Fleischwerk (bis August 2000); wurde von Tengelmann übernommen
- Staudigl-Druck: Großformat-Druckerei, Offset- und Digitaldruckerei mit vier Werken am Standort Donauwörth.
- Telemeter Electronic: Hersteller von Elektronik und Mechatronik
- Vabeg Eventsafety Deutschland: Entwicklungsunternehmen von Sicherheitslösungen für Veranstaltungen und Versammlungsstätten
- PowerBox Systems: Sichere Stromversorgungssysteme für den Modellbau

### Medien
In Donauwörth erscheint als Tageszeitung die „Donauwörther Zeitung“, zugehörig zur Augsburger Allgemeinen. Sie unterscheidet sich im Wesentlichen lediglich im Lokalteil.
Das Funkhaus in Donauwörth war der lokale Rundfunkanbieter für die Region Donauwörth, Dillingen und Teile von Augsburg-Land. Von dort wurde bis 2020 Hitradio RT1 Nordschwaben ausgestrahlt.
Der örtliche Fernsehsender heißt augsburg.tv (Kürzel: a.tv) täglich im Kabelfernsehen auf einem eigenen Kanal (unterbrochen durch Sendungen von Bloomberg TV und RTL Shop), zeitweise (werktags Montag bis Freitag von 18:00 Uhr bis 18:30 Uhr) im Regionalfenster von RTL Television und im Internet auf dessen Homepage.
Des Weiteren gibt es die Internetzeitung Donau-Ries-Aktuell. Auf dem Nachrichtenblog erscheinen aktuelle Geschehnisse aus Donauwörth sowie dem Landkreis Donau-Ries.

### Öffentliche Sicherheit/Staatliche Einrichtungen
- Bayerische Polizei
  - Polizeiinspektion Donauwörth
  - Verkehrspolizeiinspektion Donauwörth
- Bayerisches Rotes Kreuz, Rettungswache Donauwörth
- Bundesanstalt Technisches Hilfswerk, Ortsverband Donauwörth
- Bundeswehr: Systemzentrum Drehflügler Heer
- Freiwillige Feuerwehr Donauwörth

### Bildung
- Gebrüder-Röls-Schule, Grundschule in Riedlingen
- Mangold-Schule, Grundschule
- Sebastian-Franck-Schule, Grundschule, benannt nach Sebastian Franck
- Ludwig-Auer-Schule, Mittelschule, benannt nach Ludwig Auer
- Private Wirtschaftsschule Donauwörth
- Realschule Heilig Kreuz Donauwörth des Schulwerks der Diözese Augsburg
- Realschule St. Ursula Donauwörth des Schulwerks der Diözese Augsburg
- Gymnasium Donauwörth
- Hans-Leipelt-Schule Donauwörth, Staatliche Fachoberschule und Berufsoberschule, benannt nach Hans Conrad Leipelt
- Adolph-Kolping-Schule, Berufsschule zur Lernförderung, benannt nach Adolph Kolping
- Ludwig-Bölkow-Schule, Staatliche Berufsschule, benannt nach Ludwig Bölkow
- Volkshochschule Donauwörth
- Werner-Egk-Musikschule Donauwörth, kommunale Musikschule, benannt nach Werner Egk

Donauwörth, Blick auf den Eingang des Freibades

### Ehemalige Garnison
In Donauwörth bestand von 1958 bis März 2013 die Alfred-Delp-Kaserne. Namenspatron war der Jesuit, Priester und Widerstandskämpfer Alfred Delp, der dem Kreisauer Kreis angehörte. 1945 war dieser vom Volksgerichtshof zum Tode verurteilt und hingerichtet worden. Die Truppenreduzierung nach dem Ende des Kalten Krieges wirkte sich auch auf Donauwörth aus. Unter anderem wurde das Panzerartilleriebataillon 305 aufgelöst. Nach Außerdienststellung des EloKa-Bataillon 922 im März 2013 im Zuge der Neuausrichtung der Bundeswehr wurde die Alfred-Delp-Kaserne geräumt.
Die Aufgaben des aufgelösten Systemzentrums 22 der Luftwaffe wurde 2015 an das Heer übergeben; es befindet sich als Systemzentrum Drehflügler Heer auf dem Gelände von Airbus Helicopters.

## Sport
In den 1970er und 1980er Jahren spielte die Damenmannschaft der Tischtennisabteilung des Vereins VSC 1862 Donauwörth in der Tischtennis-Bundesliga. 1991 zog sich der Verein aus der BL zurück.
Im Stadtgebiet existieren mehrere Fußballvereine. Der FC Donauwörth 08 wurde 2008 gegründet und spielte u. a. in der Bezirksliga Schwaben Nord. Ende 2017 löste sich dieser jedoch auf, die Mannschaften und das Spielrecht in der Bezirksliga wurden vom Stadtrivalen SV Wörnitzstein-Berg übernommen. Des Weiteren existieren noch die SpVgg Riedlingen, der TKSV Donauwörth und der FC Zirgesheim. Im Nachwuchsfußball bestand die Juniorenfördergemeinschaft (JFG) Donauwörth, an der die örtlichen Vereine (ausgenommen die SpVgg Riedlingen) gemeinsam Teil hatten. Ende 2017 wurde jedoch auch diese aufgelöst und die Mannschaften dem SV Wörnitzstein-Berg zugeordnet.
Das städtische „Stadion im Stauferpark“ wurde am 13. Mai 1988 eröffnet und hat ein Fassungsvermögen von 10.000 Plätzen. Das Leichtathletikstadion war bereits mehrfach Spielstätte für überregionale Spiele. Es fanden mehrere Spiele des Fuji-Cups in diesem Stadion statt (unter anderem zwischen dem FC Bayern München und dem 1. FC Köln) sowie zahlreiche Länderspiele deutscher Jugendnationalmannschaften (unter anderem das U-21-Länderspiel zwischen Deutschland und Marokko 1991) sowie ein Spiel der U-18-Fußball-Europameisterschaft 2000 zwischen Frankreich und Tschechien.